# Meiolania
Meiolania (que en griego significa errante menor) es un género extinto de tortuga troncal meiolánida, la cual era nativa de Australasia a través de la mayor parte del Cenozoico. Meiolania era una tortuga grande, con un caparazón que podría medir de 0.7 a 2 metros de longitud. Se reconoce la existencia de cuatro especies, si bien se disputa la validez de dos de ellas. Meiolania fue descrito originalmente como una especie de lagarto relacionado con Megalania por Richard Owen hacia finales del siglo XIX, antes de que los descubrimientos continuos de fósiles adicionales cimentaran su clasificación como un tipo de tortuga.
La especie mejor conocida es M. platyceps, conocida por cientos de especímenes recolectados en los estratos del Pleistoceno de la isla de Lord Howe. La especie más antigua conocida es M. brevicollis del Mioceno del continente australiano. Otras especies incluyen a M. mackayi del Pleistoceno de Nueva Caledonia, la cual puede ser un sinónimo de M. platyceps, ? M. damelipi del Holoceno de Vanuatu, la cual podría ser una tortuga no meiolánida, y la especie de Wyandotte, una forma del Pleistoceno de Australia identificada tentativamente como M. cf. platyceps por el investigador de meiolánidas Eugene S. Gaffney. Restos fósiles adicionales indican la presencia de Meiolania o un pariente cercano en múltiples yacimientos a través de Australia, Nueva Caledonia y Fiyi.
Meiolania era un animal bien acorazado con un carapacho con bordes espinosos, miembros delanteros cubiertos con osteodermos, una cabeza adornada con grandes cuernos similares a los de los bóvidos y una cola recubierta de anillos óseos espinosos y rematada con una maza caudal grande. Se ha hecho la hipótesis de que muchas de estas características se pueden haber usado bien para la defensa propia o en combates intraespecíficos durante las temporadas de apareamiento. Más aún, los cuernos pudieron haber desempeñado un rol durante la alimentación, ayudando al animal a retirar el follaje mientras pastaba. El descubrimiento de nidos fósiles y ciertas adaptaciones que evitarían que la arena entrara en su cavidad nasal indican que pasaban al menos algún tiempo en regiones áridas o en las playas de las islas que habitaban.
Ni la expansión o la extinción de Meiolania son completamente entendidas. Se han propuesto varias hipótesis que abarcan desde que se dispersó desde el ahora sumergido continente de Zealandia para nadar luego entre islas (lo cual se considera improbable debido a su constitución pesada y la carencia de adaptaciones acuáticas). La extinción de esta tortuga fue muy posiblemente un proceso multifacético que se enlaza con el cambio climático, la reducción de su territorio nativo por la elevación de los niveles del mar, la competencia por parte del ganado doméstico y posiblemente la cacería realizada por los humanos. Sin embargo, algunos de los registros más recientes son inciertos, por ejemplo el de ?M. damelipi de hace unos 3,000 años posiblemente puede corresponder a otro tipo de tortuga, y el de la meiolánida de hace aproximadamente 2,000-1,500 años de la caverna Pindai puede ser indeterminado a nivel de género.

## Historia y denominación

### Investigación inicial
Quizás el primer descubrimiento registrado de restos de meiolánidos se remonta a John Foulis, un doctor quien vivió en la isla de Lord Howe a mediados del siglo XIX. Foulis mencionó que descubrió los huesos de una tortuga al describir la geología de la isla, y autores posteriores afirmaron que él envió un cráneo a un museo sin especificar. Aunque existen registros de sus escritos, la última afirmación no puede ser verificada y sigue siendo cuestionable. Más científicos llegaron a la isla alrededor del año 1869 en el barco Thetis debido al asesinato de un residente. Entre estos científicos estaba el botánico y poeta Robert D. FitzGerald, quien de acuerdo con Clarke (1875) descubrió fósiles de tortugas. Sin embargo esta afirmación no pudo verificarse, como tampoco que otra colección fue realizada por un sr. Leggatt, a pesar del hecho de que estos restos fueron supuestamente enviados al paleontólogo británico Richard Owen. Aún así, hay registros de FitzGerald escribiéndole a Owen acerca de descubrimientos posteriores en la isla de Lord Howe y anotaciones sobre restos de tortugas registrados por el zoólogo Edward P. Ramsay. Otro registro temprano habla de restos de meiolánido que fueron recolectados por el geólogo H. Wilkinson durante otra expedición del Thetis a la isla en 1882.

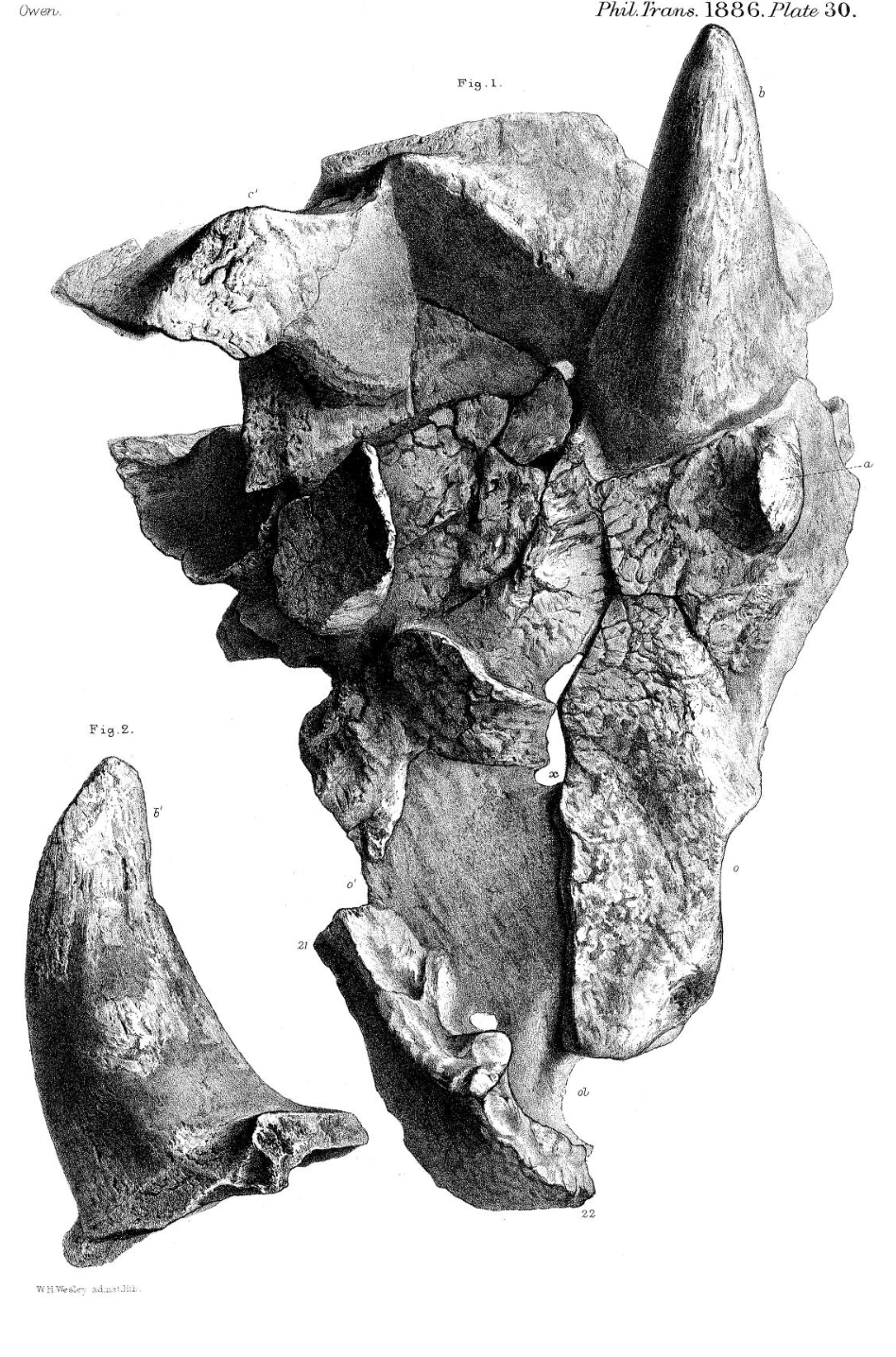
El cráneo holotipo

Nuevamente en 1884, hubo fósiles de tortuga que terminaron en posesión de FitzGerald, quien procedió a enviarlos a Owen en Londres. Se señaló que la colección de restos de Meiolania aparentemente alcanzó su cima por ese tiempo, aunque estuvo poco registrada en contraste a la historia bien documentada de expediciones menos prolíficas. Varios investigadores parecen haber estado recolectando los fósiles de tortuga por entonces, incluyendo a FitzGerald y a Wilkinson quienes aparentemente trabajaron sin advertir de los esfuerzos del otro, a pesar de trabajar para la misma institución. Mientras tanto en Londres, Owen notó que los fósiles de la isla de Lord Howe eran parecidos a un cráneo descubierto varios años antes en Queensland, el cual él atribuyó al escamoso gigante Megalania (por entonces se pensaba que era un pariente enorme del diablo espinoso en lugar de ser un lagarto varánido). Lo que se ha señalado como extraño acerca de la conclusión de Owen es que él identificó los fósiles como de lagarto a pesar de que varios otros investigadores en su correspondencia con él ya los habían reconocido como pertenecientes a una tortuga. Owen vio el descubrimiento del material de la isla Lord Howe como evidencia de un pariente más pequeño de Megalania, al cual posteriormente llamaría Meiolania. BMNH R675, un cráneo incompleto y dañado empotrado en calcarenita endurecida, fue escogido para servir de holotipo para el género y aunque su edad y localización precisa no son conocidos, Eugene S. Gaffney sugirió que puede proceder de rocas de entre 120,000 a 100,000 años de Ned's Beach. Los fósiles fueron asignados originalmente a dos especies diferentes, M. platyceps y M. minor, la última de las cuales fue luego sinonimizada con M. platyceps.
No mucho después de que Owen nombrara a Meiolania, más y más material fósil fue publicado, incluyendo restos mucho mejor preservados que el holotipo, lo cual llevó a a revisiones de la clasificación de Meiolania. En 1887 Thomas Henry Huxley estuvo de acuerdo con los recolectores de que Meiolania no era un lagarto sino un tipo de tortuga, a la cual nombró Ceratochelys sthenurus. Aparte de nombrar a Ceratochelys, Huxley también refirió el cráneo de Queensland a este nuevo género. Entre tanto, Owen al recibir algunos restos fósiles adicionales recolectados por Wilkinson (incluyendo un cráneo completamente preservado), Owen llegó a creer que Meiolania estaba relacionado tanto con los lagartos como a las tortugas y por lo tanto situó al animal en un grupo al que llamó Ceratosauria (un nombre ya usado para un clado de dinosaurios). Cuando los fósiles fueron examinados por George Albert Boulenger, él estuvo de acuerdo de Huxley, pero clasificó al animal en Pleurodira (las tortugas que guarecen sus cuellos lateralmente) más que en Cryptodira. Esta fue la primera en una larga serie de opiniones que difieren en como se relacionan las meiolánidas con las tortugas modernas. Por otro lado, Arthur Smith Woodward realizó una investigación adicional sobre los restos continentales y reconoció que el Megalania de Owen era una mezcla de fósiles de un marsupial aparte de lagarto varánido y restos de tortugas. Aunque estuvo también de acuerdo con la conclusión de Huxley de que los fósiles eran los de una tortuga, tanto él como Boulenger señalaron que Meiolania tenía precedencia sobre Ceratochelys y sería por lo tanto el nombre correcto. Él también concluyó que el cráneo de Queensland era claramente diferente del material recolectado en la isla de Lord Howe y por lo tanto acuñó el nombre Meiolania oweni para el material continental en 1888.
Se describieron entonces restos adicionales en 1889 procedentes de Gulgong, y en 1893 de Coolah, ambos en Nueva Gales del Sur. En estos casos se pensó que correspondían respectivamente a restos de edad del Plioceno y Pleistoceno y fueron registrados por Robert Etheridge, Junior. Etheridge inicialmente pretendía escribir una detallada descripción de Meiolania tras haberse involucrado personalmente para asegurarse de la continua recolección de los fósiles. Sin embargo, su enfoque cambió posteriormente y su trabajo fue entonces continuado por Charles Anderson. Por la misma época se descubrieron los restos de una tortuga meiolánida en Argentina, la que fue nombrada Niolamia argentina por Florentino Ameghino. Aunque brevemente se consideró que esta era una especie de Meiolania y de hecho se puede haber nombrado con la intención de ser parte de ese género, con el tiempo se determinó que era lo suficientemente distinta para conservar su nombre original.

### Hallazgos adicionales de la isla de Lord Howe

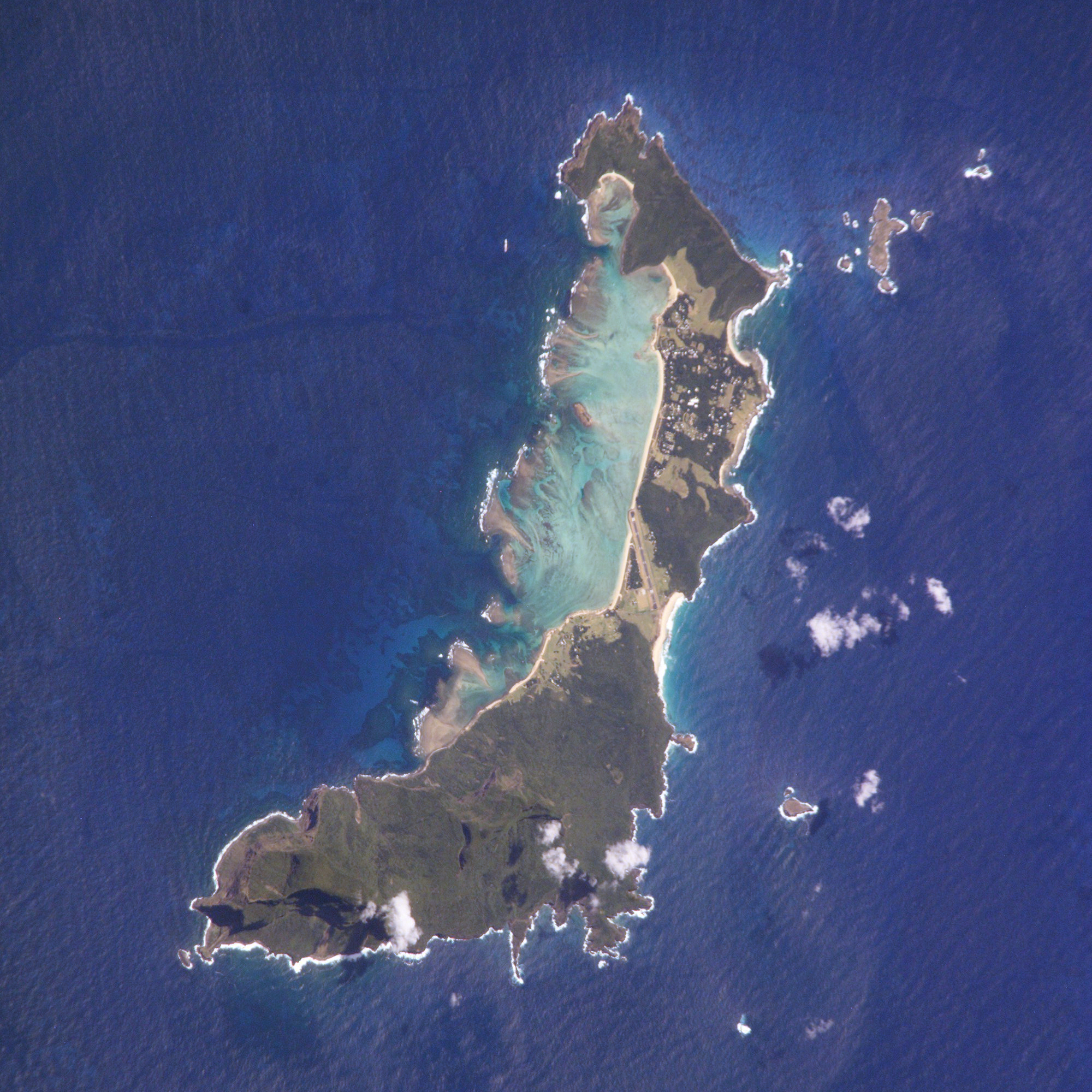
La mayoría de restos de Meiolania se encontraron en la isla de Lord Howe

Otro importante contribuyente en la historia de la investigación de Meiolania fue William Nichols, un lugareño que sirvió como guía y recolector para el Museo Australiano. De acuerdo con Gaffney, la contribución de Nichols prácticamente dobló la cantidad de especímenes conocidos de Meiolania además de que halló los primeros restos significativos del caparazón de este género.
Tras un breve periodo con poco o ningún descubrimiento nuevo, el trabajo de Anderson con los restos de tortugas llevaría finalmente a la creación de otra especie en 1925, cuando describió los cuernos y huesos de extremidades de una tortuga meiolánida descubierta en Walpole Island al sur de Nueva Caledonia. Originalmente estos huesos fueron descubiertos por A. C. Mackay, un ingeniero que trabajaba para la compañía australiana del guano. Estos restos fueron nombrados como Meiolania mackayi por Anderson, aunque las revisiones posteriores del material afirmaron que los restos de la especie no eran lo suficientemente diagnósticos para garantizar esta distinción. Además de describir a esta nueva especie, Anderson también supervisó la creación de una reconstrucción del cráneo de Meiolania y describió a muchos restos recolectados hacia finales del siglo XIX en la isla de Lord Howe. Con esto Anderson finalizó el proyecto iniciado por Etheridge años atrás. Anderson adicionalmente fue el primero en cartografiar la distribución de Meiolania a través de la isla de Lord Howe, incluso aunque esta información se basaba mayormente en los datos proporcionados a él por Allan Riverstone McCulloch, ya que Anderson no visitó la isla personalmente.
Paralelamente a las publicaciones de Anderson de la colección de Etheridge, el yerno de William Nichols, Reginald V. Hines y un maestro escolar llamado Max Nicholls trabajaron juntos para continuar las excavaciones, descubriendo 200 especímenes, los cuales fueron vendidos al Museo Australiano. Entre sus hallazgos más importantes estuvo un plastron y una extremidad posterior articulada, la cual desmintió la idea de Anderson de que Meiolania era una tortuga marina. Para la década de 1940 se volvió menos relevante el yacimiento en donde tanto Nichols como Hine habían recuperado sus especímenes, y otras áreas a través de la isla ganaron importancia. Entre los hallazgos más importantes de estos nuevos yacimientos estaba un caparazón con vértebras y huesos de extremidades articulados, aunque sin cráneo. El descubrimiento, realizado en Ned's Beach en 1959, fue hecho por coincidencia mientras se realizaba un desafío de bromas hecho por Elizabeth Carrington Pope a Ray Missen, un meteorólogo local. Aunque se tomaron fotos durante su recuperación, el colapso del área de excavación casi destruye el caparazón. Un poco después se hallaron huevos y durante las excavación para hacer una piscina se encontró el esqueleto más completo conocido hasta la fecha. Aunque fue exhumado mediate el uso de un martillo mecánico, el esqueleto pudo ser unido de nuevo y serviría más adelante como base para las reconstrucciones posteriores de Meiolania.
El caparazón mejor conocido de Meiolania fue descubierto en 1977, y al igual que los restos de Pope y Missen, fue un descubrimiento accidental. Alex Ritchie, quien trabajó en el Museo Australiano, no pudo participar en la recuperación del "esqueleto de la piscina" (como fue nombrado por Gaffney). Al ser informado de otro hallazgo, él viajó a la isla de Lord Howe solo para concluir que los restos eran relativamente insignificantes. Sin embargo, durante su estancia descubrió el ya mencionado caparazón y un cráneo asociado en Old Settlement Beach.

### La investigación de Gaffney y trabajos posteriores

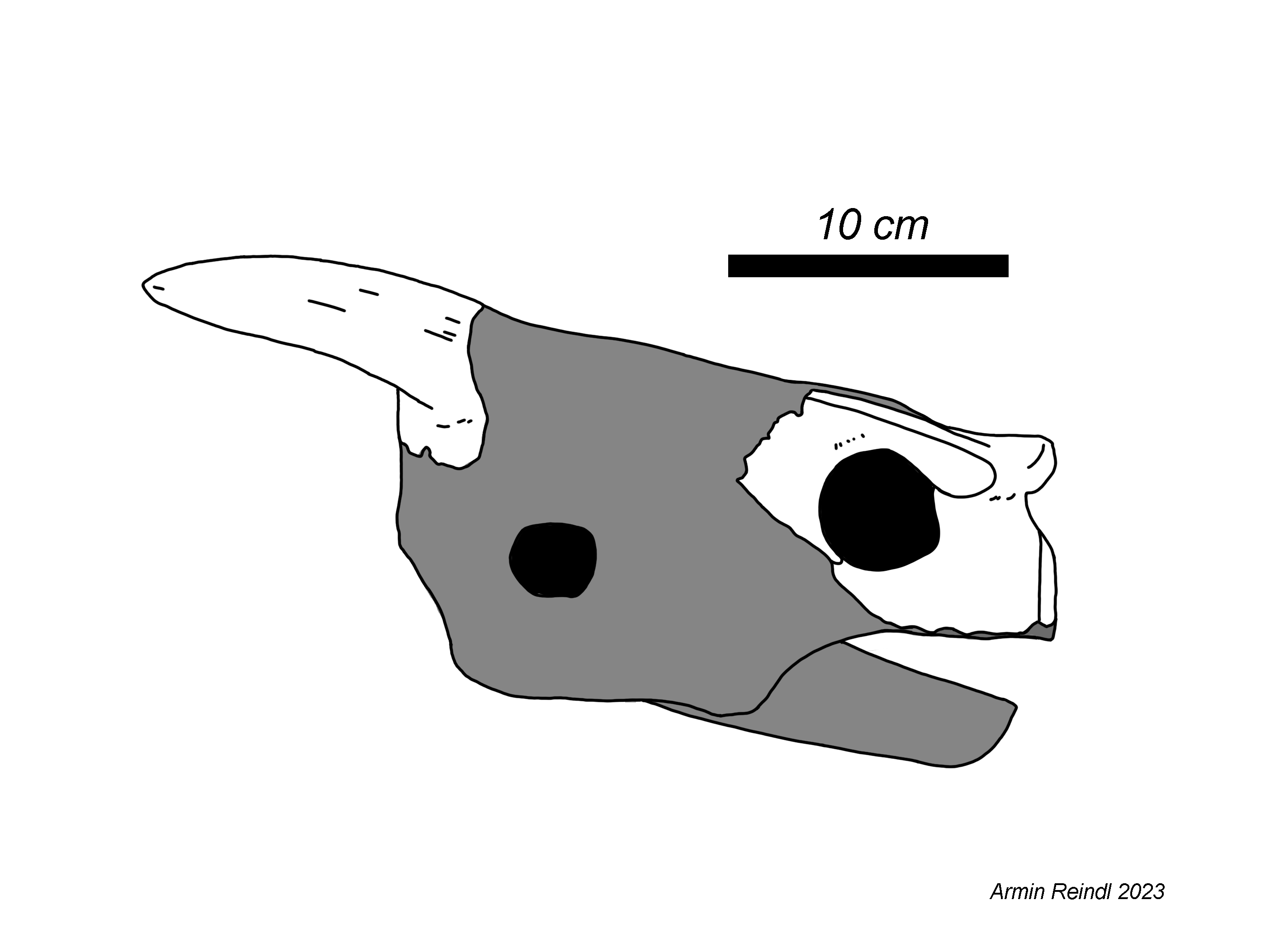
Meiolania brevicollis, nombrado por Megirian en 1992

La siguiente expedición de importancia a la isla de Lord Howe sería un proyecto conjunto entre el Museo Australiano y el Museo Americano de Historia Natural en 1980, y esta última institución regresaría dos años después para una segunda excavación. Estas expediciones fueron la base de una serie de importantes publicaciones por el investigador estadounidense Eugene S. Gaffney, considerado desde entonces como un experto en meiolánidas. El trabajo de Gaffney consistió en una completa y detallada descripción de todas las partes corporales conocidas de Meiolania y su significado para la posición filogenética del grupo. Gaffney publicó tres artículos científicos sobre el tema: el primero, detallando la historia del descubrimiento de Meiolania y su cráneo, el segundo sobre las vértebras y la maza caudal, y la publicación final cubre el caparazón y las extremidades e incluye una revisión de la familia Meiolaniidae en general. Estos artículos fueron publicados en 1983, 1985 y 1996, respectivamente.
En parte debido al trabajo de Gaffney, los meiolánidos han sido mejor entendidos desde 1992. Estos avances en nuestro entendimiento de Meiolania llevó a Gaffney a reexaminar el material de M. oweni, encontrando que era lo suficientemente diferente de todas las otras especies como para merecer ser situado en su propio género, Ninjemys. Si bien esto retiró a una especie del género, otra fue añadida ese mismo año cuando Dirk Megirian describió a Meiolania brevicollis con base en restos del Mioceno de los Lechos Camfield (Territorio del Norte) en la Australia continental. Megirian había mencionado anteriormente el material de Camfield en un breve reporte de 1989, pero por entonces no fue capaz de identificarlo al nivel de especie.
La especie más recientemente descrita fue publicada en 2010 por White y colaboradores, con base en material de extremidades procedente de Vanuatu. No obstante, dado el hecho de que esta especie no se conoce de cráneos o elementos de la cola, es incierto si realmente representa una especie de Meiolania por lo que es generalmente referida como ?Meiolania damelipi tanto por el equipo original como por los autores posteriores.
Aunque la taxonomía de este género aún no está clara del todo, especialmente con la abundancia de restos aislados y especies nombradas de restos fragmentarios o incluso que posiblemente no sean de meiolánidos, los artículos desde la década de 2010 en adelante se han enfocado mayormente en aspectos de la paleobiología del animal, ayudados por el reexamen de los taxones de América del Sur. En 2016 se publicó un análisis sobre una nidada de huevos asignada a Meiolania, en 2017 hubo un estudio del neurocráneo de Meiolania que iluminó algunos aspectos de su estilo de vida, y en 2019 Brown y Moll publicaron una extensa reseña sobre la dispersión, ecología y estilo de vida del animal.

### Etimología
El significado del nombre Meiolania ha sido objeto de cierto debate, ya que Owen no ofreció una etimología detallada en su descripción del holotipo. Esto ha llevado a proponer dos hipótesis principales, las cuales están de acuerdo en que el nombre tiene el mismo origen que Megalania y que el primer elemento deriva del griego antiguo meion que significa "menor". El origen de la segunda parte es menos concluyente. Gaffney afirmó que el sufijo deriva de la palabra latina lanius, que se traduce como "carnicero". De esta manera Meiolania ("carnicero menor") sería un complemento del nombre Megalania ("carnicero grande"). Juliana Sterli y colaboradores entre tanto, tradujeron el nombre como "errante menor" del griego antiguo "ήλaίνω" que significa "errar, deambular". Este argumento es apoyado por el propio trabajo de Richard Owen. Aunque Owen nunca dio una etimología a Meiolania, él proporcionó una para Megalania. Contrariamente al escrito de Gaffney, Owen tradujo Megalania como "deambulante grande" en lugar de "carnicero grande".

## Especies
- M. brevicollis[10]

Mientras que la mayoría de especies de Meiolania fueron encontradas en islas, M. brevicollis es la única especie nombrada de la Australia continental. Sus fósiles se encontraron en "Blast Site" cerca de Camfield Station en el Territorio del Norte. Se piensa que es parte de la fauna local de Bullock Creek, que data de mediados a finales del Mioceno, lo que la convierte en la especie más antigua nombrada de Meiolania. M. brevicollis está entre las especies de Meiolania mejor conocidas con restos de cráneos parciales, vértebras del cuello, núcleos de cuernos, osteodermos, y restos de caparazón. Aunque no es tan bien conocida como la especie tipo, aún así permite comparaciones más allá de solo el tamaño y la forma de los cuernos. El nombre de la especies brevicollis fue escogido en referencia a su cuello, que es más corto que el de M. platyceps.
- ?M. damelipi[13][17]

Los fósiles de ?Meiolania damelipi podrían representar el registro más reciente del género y de los meiolánidos en general, ya que fueron descubiertos en el yacimiento arqueológico de Teouma en Efate, Vanuatu. Estos huesos datan de entre 2,890 a 2,760 años antes del presente (cerca del año 940–810 antes de Cristo) y fueron hallados junto a huesos de tortugas marinas. Aunque los restos de ?M. damelipi son numerosos, sumando hasta 405 huesos, su asignación a Meiolania es incierta por la falta de elementos clave como los anillos caudales, restos grandes del caparazón y lo más importante, cráneos y núcleos de cuernos están ausentes en el yacimiento. Debido a esto ?M. damelipi (nombrada por Willie Damelip) se clasifica solo de forma tentativa a Meiolania y podría representar de hecho un tipo diferente de tortuga terrestre. Las excavaciones posteriores han revelado huesos adicionales, pero no han conseguido encontrar los núcleos de cuernos. Se ha señalado también que ?M. damelipi tiene parecido con las tortugas fósiles de Fiyi.
- M. mackayi[3]

Proveniente del Pleistoceno de la isla Walpole, M. mackayi es conocido principalmente de núcleos óseos de cuernos así como de algunos cuantos huesos de las extremidades. Esta especie se parece en general a M. platyceps, pero fue diferenciada con base en sus cuernos más delgados y extremidades más gráciles. Sin embargo, de acuerdo con Gaffney estos restos fósiles no son lo suficientemente adecuados para apoyar que sea una especie diferente. Si bien Gaffney concede que podría ser una especie biológica diferente debido al aislamiento de la isla Walpole, no muestra muchas diferencias físicas con la especie mejor conocida. Esta idea es seguida por Sterli, quien razonó que las dos poblaciones pudieron haber sido genéticamente diferentes debido a la incapacidad de mantener el flujo genético por una distancia tan grande. Por su parte, ya que el material ya fue nombrado, Gaffney conservó a esta especie en su revisión de 1996 ya que el nombre tiene cierto valor al hacer más sencillo discutir sobre el tema. Fue nombrada por A. C. Mackay, un ingeniero que descubrió los primeros fósiles.
- M. platyceps[2]

La especie tipo del género, M. platyceps es además la mejor conocida de las especies reconocidas y está representada por varios cientos de huesos individuales así como algunos cuantos esqueletos articulados. Aunque el enorme número de restos fósiles establece a M. platyceps como la especie usada de facto para comparación con otros grupos de tortugas, también sirve para recalcar lo limitado del conocimiento de las especies menos completas, ya que los especímenes de M. platyceps muestran un alto grado de variación intraespecífica. Meiolania platyceps era endémica de la isla Lord Howe, el remanente de un antiguo volcán situado entre Australia y Nueva Zelanda y vivió durante el Pleistoceno. Meiolania platyceps también incluye a los especímenes anteriormente nombrados como Meiolania minor por Owen.
- Especie de Wyandotte[12]

Un tipo de Meiolania de gran tamaño procedente de Wyandotte Creek en el continente australiano. Los huesos de la especie de Wyandotte fueron recuperados de terrenos del Pleistoceno tardío (entre 45,000 a 200,000 años antes del presente) en el norte de Queensland, con un potencial segundo yacimiento en Darling Downs. Ya que el material de esta "especie" solo consiste en núcleos de cuernos aislados y vértebras de la cola, no se le ha dado nombre t es simplemente conocido por el nombre del yacimiento en que se halló. Gaffney advirtió sobre establecer especies con base en rasgos variables como los cuernos y asignó de manera tentativa a los restos de Wyandotte a Meiolania cf. platyceps. Aún así Gaffney señaló el gran tamaño del animal, su geografía única en relación a otras especies de Meiolania del Pleistoceno y el hecho de que sus cuernos no encajan por completo con los de las otras especies conocidas.
Otras formas indeterminadas de Meiolania o de fósiles de meiolánidos se han encontrado a través de varias islas del Pacífico Sur incluyendo a la isla Tiga, las cavernas de Pindai en Grande Terre y Viti Levu (Fiyi). Aunque estos registros son a veces enumerados como ejemplares de Meiolania, son demasiado fragmentarios como para asignarlos al género apropiadamente y fueron considerados como meiolánidos indeterminados por Gaffney. Esto pone de relieve un problema particular con el registro fósil de Meiolania, la carencia de material. Aunque M. platyceps es conocida de una gran cantidad de material y M. brevicollis puede ser morfológicamente distinguida de esta, otros miembros del género son conocidos mayormente de restos aislados y son separadas mayormente por su tamaño corporal, el grosor de los cuernos y la geografía. lo que convierte a M. platyceps y a M. brevicollis en las únicas especies bien conocidas de Meiolania, mientras que las otras bien podrían ser sinónimos o ni siquiera pertenecientes a Meiolania en absoluto.

## Descripción

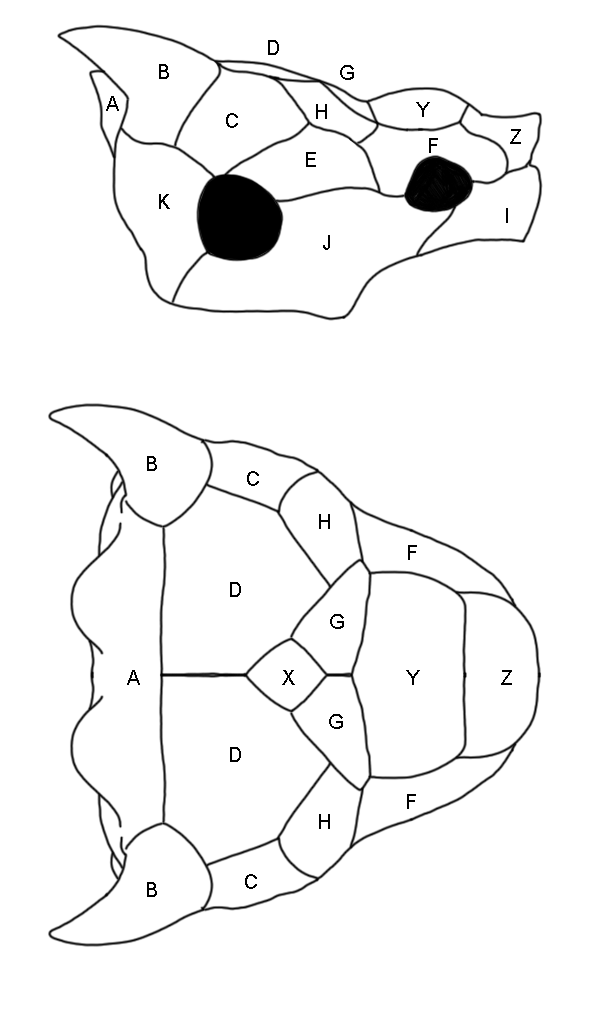
Áreas de escamas de Meiolania platyceps, con base en el espécimen AM F:61110

### Cráneo y cuernos
El cráneo de Meiolania es robusto con un hocico redondeado y una serie de cuernos que ornamentan su parte posterior. Los huesos nasales están fusionados en un único elemento que sobresale del cráneo, aunque qué tanto está sujeto a la variación individual. En algunos especímenes es el elemento más al frente del cráneo, mientras que en otros el premaxilar se extiende más. Las narinas se dividen en dos gracias a un septo internarial óseo, una rareza entre las tortugas. Este parece haber sido un rasgo derivado que evolucionó en el linaje que conduce a Meiolania. Los meiolánidos basales solo poseen una única abertura nasal, mientras que la de Ninjemys solo está parcialmente dividida. Los especímenes de Meiolania platyceps muestran ambos estados, con algunos que tienen narinas parcialmente divididas y otras divididas por completo. Esto podría ser atribuido bien a la variación individual o a diferentes fases del crecimiento de esta parte del cráneo en particular. Sin embargo no es consistente con que fuera un indicativo general de edad, ya que la diferencia de tamaño entre estos especímenes no se alinea con esta hipótesis. La cavidad timpánica de Meiolania es grande, comparable a la de los actuales testudínidos. La superficie trituradora del maxilar, usada para picar y moler, posee una distintiva segunda cresta accesoria que no está presente en taxones más basales como Niolamia y Ninjemys. El cráneo mejor conocido aparte del de la especie tipo es el de M. brevicollis. Aunque en general se parece al de las formas más recientes, la cabeza de esta especie parece haber sido más aplanada con cuencas oculares más alargadas. Más aún, el área de mejillas detrás de los ojos es plana en M. brevicollis y hay una pequeña cresta postorbital detrás de los ojos.

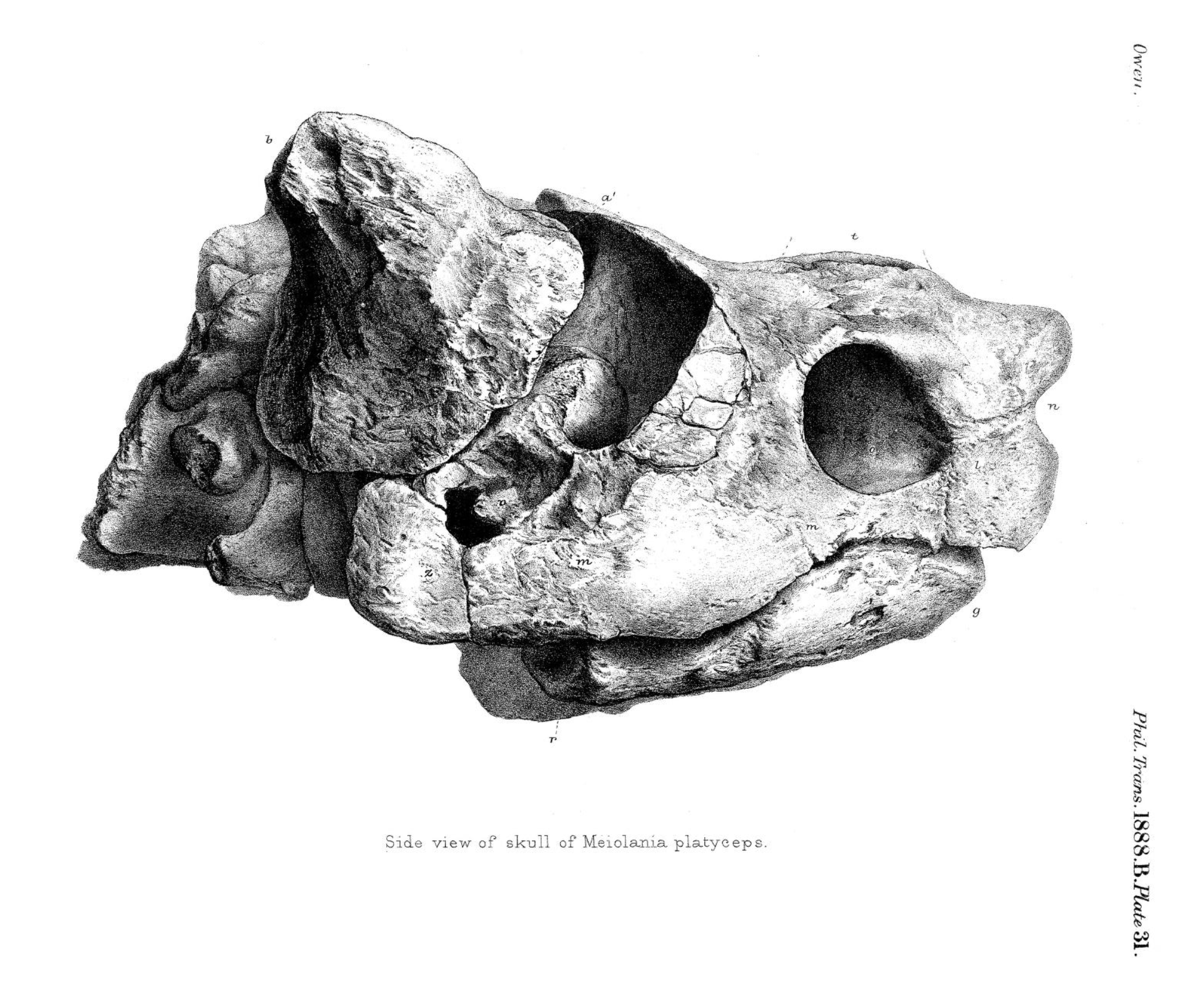
Cráneo de Meiolania platyceps, ilustrado en 1888

Como otros meiolánidos, Meiolania es fácilmente identificable por el tamaño y forma de sus varias áreas escamosas. En ausencia de las verdaderas suturas craneales, los bordes de estas escamas son lo que se usan para diagnosticar a las tortugas meiolánidas. Estas áreas son referidas como escamas, escudos, áreas de escamas o cuernos que deberían ser mostrar protuberancias muy prominentes. Las escamas C son escudos convexos altamente variables localizados justo por sobre la cavidad timpánica. En algunos individuos esta simplemente es un área redondeada, mientras que en otros muestra una notable elevación. En los casos más extremos las escamas C pueden formar cuernos similares a los de las escamas B que suelen ser consistentemente más pronunciados, también conocidos como cuernos o núcleos de cuernos. Son estos cuernos B el elemento más característico de Meiolania, siendo por lo general elementos grandes que se asemejan a los cuernos de una vaca. El tamaño de estos cuernos es variable entre las diferentes especies e incluso entre individuos de una misma forma. En Meiolania platyceps las escamas B varían desde cuernos completamente formados a escamas no más grandes que la escama C precedente. Estas notorias diferencias dentro de una misma especie sin embargo no parecen estar relacionadas al dimorfismo sexual. Un estudio que comparó 50 núcleos de cuernos de M. platyceps encontró que no había evidencia de bimodalidad, lo cual significa que la distribución del tamaño de los cuernos es más compleja que simplemente dividirla en individuos de cuernos largos y de cuernos cortos. En cambio, los resultados se inclinan hacia la forma de cuernos largos. Entre las diferentes especies, los núcleos de cuernos de M. brevicollis son los más estrechos, seguidos por los de M. mackayi, cuyo límite superior se solapa con los más robustos de la especie de Wyandotte y los de M. platyceps. Los cuernos B de la especie de Wyandotte muestran la más grande curvatura entre estas especies y también son los más largos proporcionalmente. Al menos en longitud relativa, los cuernos estrechos de M. brevicollis consiguen rivalizar con los de la especie de Wyandotte. El ángulo en el que estos cuernos se proyectan puede diferir también entre las especies, ya que los de M. brevicollis emergen en un ángulo notablemente más bajo que los de M. platyceps. Independientemente de estas potenciales diferencias interespecíficas, estos cuernos son muy diferentes de los cuernos proyectados a los lados de Ninjemys y de Niolamia o el pequeño reborde de cuernecillos vistos en Warkalania. Adicionalmente, mientras que estos taxones las áreas de escamas A, B y C forman una plataforma continua en la parte posterior de la cabeza, ese no es el caso en Meiolania. El área de escamas A, que recubre la superficie más situada hacia atrás del cráneo, forma solo cuernos relativamente pequeños que difieren bastante de las enormes estructuras en forma de escudo vistas en Ninjemys y Niolamia. Esto es más notorio en M. brevicollis, en el cual los cuernos A son prácticamente vestigiales.
Las áreas de  escamas de Meiolania han sido descritas con al menos los centros levemente elevados comúnmente, de modo que aunque no todas forman cuernos estas son más gruesas hacia el medio que hacia los bordes. La escama X, que es una escama única en el centro de la bóveda craneana, es pequeña y de forma romboide. Más aún, es cóncava, lo que significa que forma una especie de indentación en el cráneo al ser visto lateralmente. Aunque esta escama se proyecta en medio de las escamas D y G, no logra evitar que esos pares de escamas lleguen a entrar en contacto a lo largo de la línea media. Aunque las escamas D han sido descritas como levemente convexas, dicha convexidad está apenas desarrollada en comparación a otros meiolánidos y por lo tanto se ve mucho más baja, apartando a Meiolania de Ninjemys y Niolamia. Las escamas G son mucho más pequeñas y casi completamente separadas por la escama X. Como pasa con las escamas D, estas no son particularmente convexas sino más bien planas. Las escamas Y y Z, que cubren las áreas más hacia el frente del cráneo entre las cuencas oculares a la punta del hocico, son tanto grandes como disparejas. La escama Z es la situada de más anteriormente, cubriendo la punta del hocico de Meiolania y el área nasal. Aunque los márgenes entre las escamas Z y la Y están elevados, hacia el fondo de la boca en donde la escama Z se conecta a las escamas F este borde se vuelve una depresión. La escama Y entre tanto cubre la mayor parte de la zona entre las dos cuencas oculares y es mayor que la escama Z. Esta escama presenta una convexidad muy prominente, lo que significa que sobresale dándole una apariencia que recuerda a un domo. Aunque la escama Y está también algo elevada en Ninjemys, esta no es tan extrema como en Meiolania.

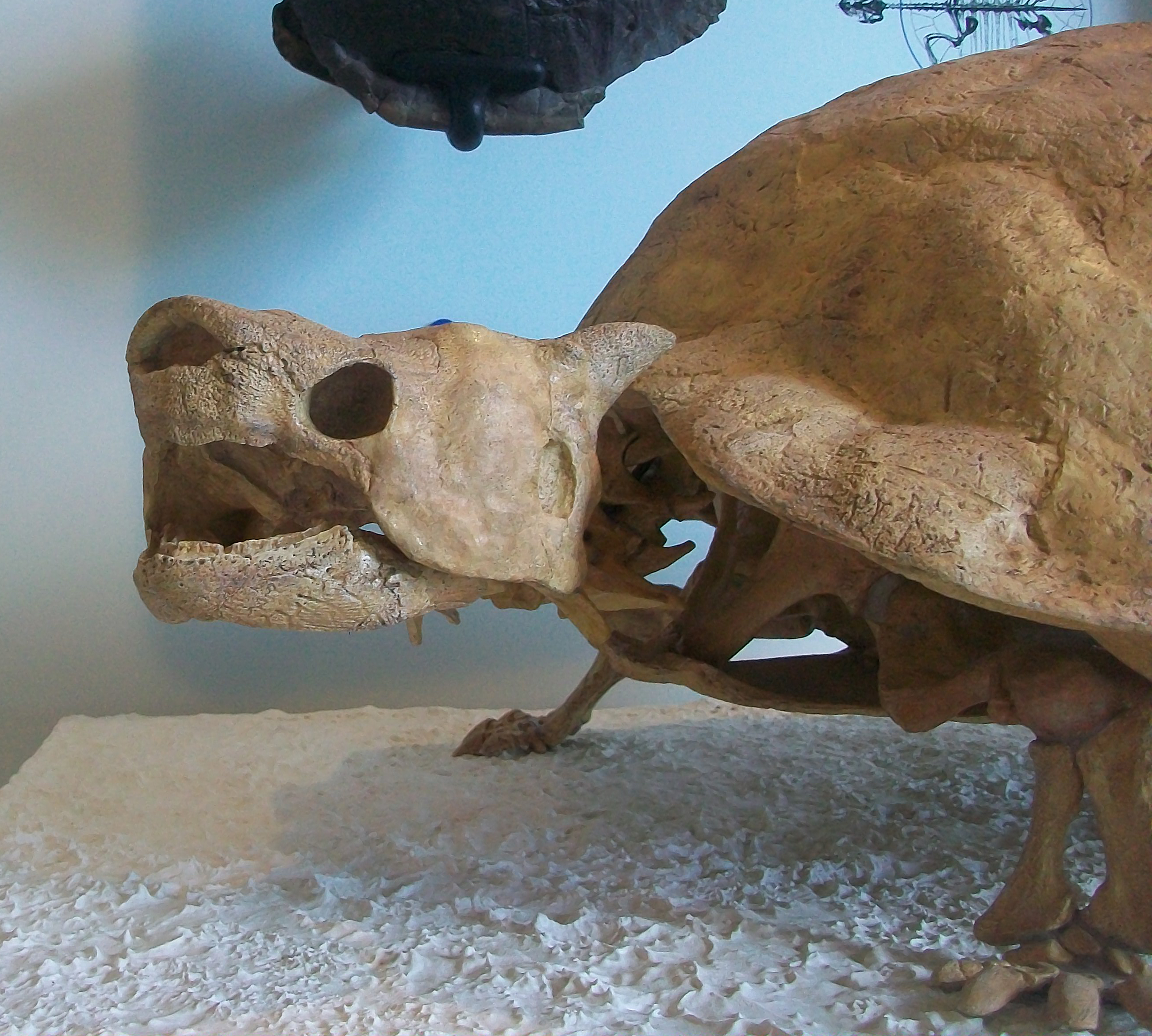
Réplica del cráneo AMNH 29076 de Meiolania platyceps

La escamas F cubren el área entera entre las órbitas oculares y las escamas dorsales Y y Z, la cual abarca efectivamente la mitad del área que rodea cada ojo. Estas escamas se encuentran con las escamas H hacia la zona posterior del cráneo. Las escamas H tienen la forma aproximada de un pentágono y cubren tanto ambos lados como la parte superior del cráneo. El escudo o escama K es la más posterior en la parte lateral del cráneo, cubriendo el área detrás de la cavidad timpánica. En algunos individuos se presenta una prominente convexidad en esa región. Tras la cavidad timpánica la escama K se encuentra con el área de la escama J, estando ambas separadas apenas por una depresión poco profunda. No es completamente claro como esto afectaría el tejido blando de la cabeza. Por un lado, este contacto poco definido entre ambas áreas podría indicar que no estaban cubiertas por escamas sino solo por piel, como en muchas tortugas modernas (y lo mismo aplicaría a Ninjemys). Entre tanto, la notoria protuberancia del área de la escama K de algunos individuos favorece la interpretación de que el recubrimiento de esa zona habría sido principalmente de escamas como en el resto del cráneo. La escama E es un elemento menor localizado entre la cavidad timpánica y las órbitas oculares, mientras que la escama I cubre la zona que formaba efectivamente el pico. La escama de área I estaba presuntamente cubierta con una extensión de la ranfoteca la cual también cubre la superficie masticadora de la boca. Se piensa que la ranfoteca se extendía aproximadamente hasta la conexión entre las escamas I y J.

### Postcráneo

#### Extremidades
La cintura escapular es la típica para un quelonio, mostrando las tres puntas formadas por la escápula y el coracoides que se ven en otras tortugas. Como ocurre con mucha de la anatomía de Meiolania, la cintura escapular es más robusta que en muchas tortugas, con similitudes a las de las especies terrestres. El proceso dorsal de la escápula es casi cilíndrico, finalizando en una superficie redondeada que se articula con el caparazón. El segundo proceso de la escápula, conocido como el proceso acromial, diverge del proceso dorsal en un ángulo de 120°. El ángulo entre estos dos procesos ha sido usado como un indicador de la altura del caparazón, ya que este se articula en un ángulo de 90° en las especies de tortugas acuáticas de caparazones bajos y en ángulos más obtusos en las tortugas de caparazón alto como las tortugas terrestres y las tortugas mordedoras. Esto queda confirmado en Meiolania al examinar los propios restos del caparazón. El final de los tres procesos de la escápula se forma por el coracoides, el cual es un elemento corto y en forma de abanico como en las tortugas terrestres.

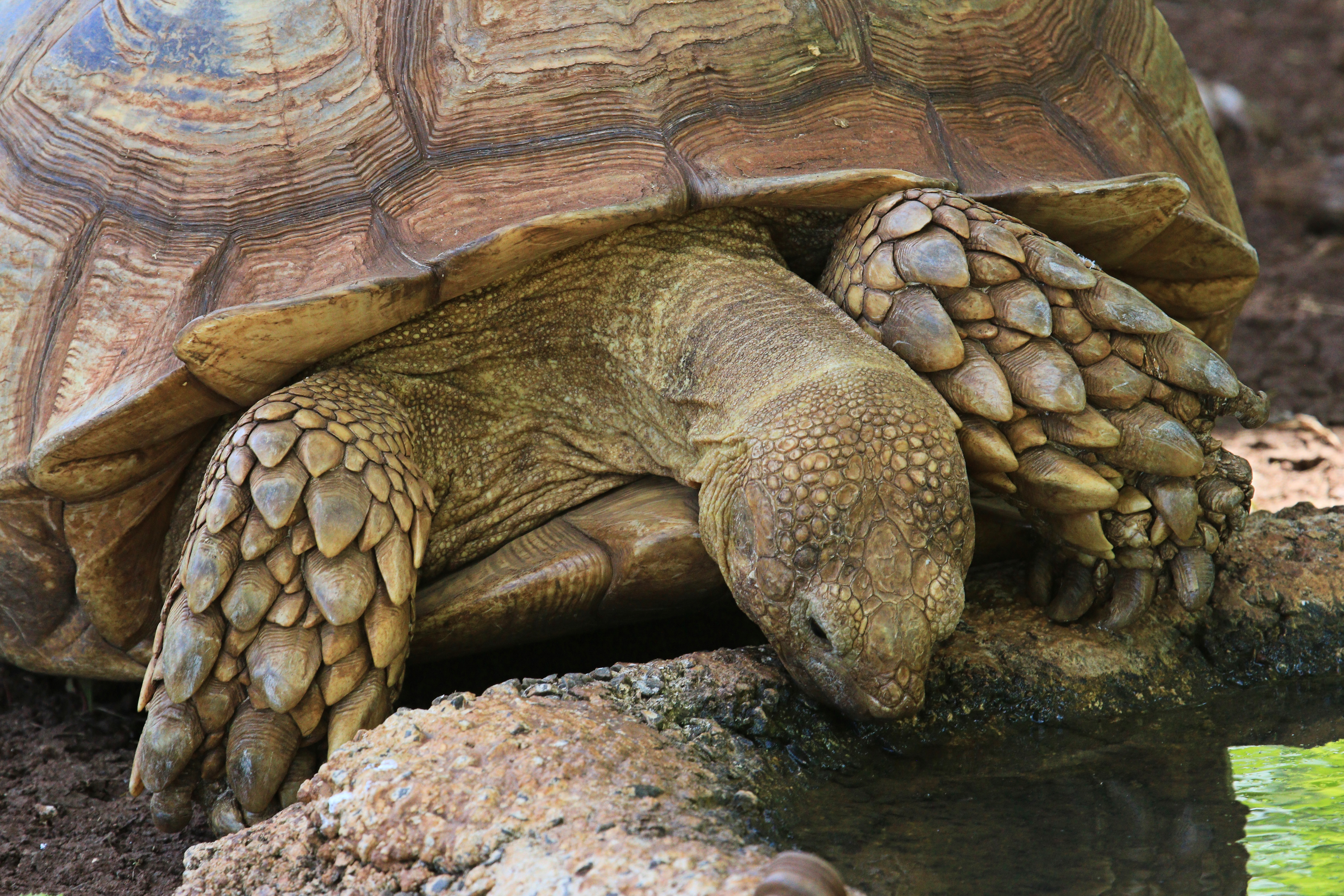
Se piensa que las extremidades de Meiolania habrían estado cubiertas con osteodermos en forma de placas y conos, de forma similar a la armadura vista en algunas tortugas terrestres modernas.

No se conoce la cadera completa de Meiolania, pero se han encontrado numerosos restos parciales. El ilion se extiende de manera casi recta desde la articulación de la cadera y adopta una forma de carrete, siendo ambos rasgos que se observan tanto en las tortugas terrestres como en las mordedoras. En lo que difiere Meiolania del plan corporal típico es en como finaliza el ilion. Entre los criptódiros, el ilion o se dispone en abanico (como en los baénidos) o se curva hacia atrás (como en muchos testudinoideos y tortugas mordedoras). El hecho de que el ilion es mayormente recto como en los testudínidos podría ser una señal de que es un rasgo más relacionado con su forma de vida que con su filogenia. El isquion posee procesos laterales bien desarrollados y el contacto entre este hueso y la mitad inferior del caparazón (el plastrón) se extiende a lo largo de la línea media de la cadera. El área donde se encuentran el isquion y el pubis es grande y forma una lámina grande de hueso que tenía la fenestra tiroidea, algo típico considerando que es una condición basal de las tortugas y se perdió y volvió a desarrollarse a lo largo de la historia del clado. El pubis también forma múltiples procesos, con dos procesos laterales que se conectan al plastrón y un único epipubis osificado que se extiende tanto como los procesos laterales.
Las extremidades delanteras de Meiolania eran cortas y robustas, especialmente en M. platyceps, asemejándose a las de las tortugas terrestres, lo que llevó a despejar las primeras ideas de que Meiolania era una tortuga marina. Están bien documentados varios especímenes del húmero y en consecuencia, se ha observado bastante variación. Por ejemplo, Gaffney notó que algunos de ellos eran inusualmente rugosos en la textura de su superficie. Los huesos del carpo consisten en siete elementos, tres huesos proximales que se articulan con el radio y la ulna mientras que los restantes cuatro se conectan a los dedos. La presencia de tres carpos proximales es llamativa, ya que muchas otras tortugas en cambio tienen cuatro carpos proximales. Si bien algunas especies modernas también poseen tres, esto se debe a que dos de ellos se han fusionado, creando un único hueso alargado. Este no parece ser el caso de Meiolania y se conjetura que en cambio, el hueso faltante simplemente estaba ausente o se formaba únicamente de cartílago, lo que evitaría que se fosilizara junto con los demás. Algo similar pudo haber ocurrido con los huesos carpianos distales, ya que como en los proximales hace falta un hueso que se encuentra en otras tortugas. Cada miembro delantero de Meiolania poseía cinco dedos. El primer dedo era corto y ancho, seguido por tres dedos de longitud aproximadamente igual y luego estaba un quinto dedo más corto. Cada dedo estaba rematado por una garra aplanada que se parece a las de las tortugas excavadoras, más que las garras curvas y estrechas vistas en los terrapenes y tortugas mordedoras. Entretanto, se ha descrito que las extremidades de ?Meiolania damelipi eran relativamente más gráciles.
El fémur muestra los mismos rasgos generales que el húmero, con una fuerte variabilidad entre los diferentes especímenes, especialmente en la rugosidad y osificación de la superficie del borde de la articulación. Es un elemento grueso, que encaja con la robusta constitución de Meiolania y se asemeja en general a los de las tortugas criptódiras. La cabeza femoral es muy redondeada como en las tortugas terrestres, en lugar de ser alargada, otra característica asociada con la locomoción terrestre o bien con la caminata en el fondo de cuerpos de agua, más que nadar. Al igual que el fémur, la tibia y el peroné son huesos gruesos y robustos, incluso más que en las tortugas terrestres. Como en otras tortugas, el astrágalo y el calcáneo están fusionados en un único elemento conocido simplemente como el astragalocalcáneo. Sin embargo, aún así estos dos huesos pueden ser diferenciados en otras tortugas por la presencia de una zona de sutura, mientras que en Meiolania no se puede hacer esa distinción ya que ambos elementos están completamente fusionados. Los huesos distales del tarso son mal conocidos, aunque se asume que Meiolania poseía la misma cantidad de ellos que las tortugas modernas. Meiolania tenía cuatro dedos posteriores con proporciones similares a las de los dedos de la mano, lo que significa que eran cortos con garras anchas, aplanadas y sin curvatura.
Se conocen osteodermos u osificaciones dérmicas tanto de M. platyceps como de M. brevicollis y son claramente diferentes de los de los crocodilianos. Se pueden distinguir tres tipos. El primero es un hueso sesamoideo liso insertado en la musculatura del tendón flexor del tercer dedo de la mano, mirando al piso. El segundo tipo se correlaciona con los típicos ostedermos de protección y se pueden encontrar en aquellos huesos en forma de disco y de cono que probablemente cubrirían las extremidades de forma similar a los osículos dérmicos de las tortugas terrestres modernas. Se pueden comúnmente encontrar estructuras similares en las tortugas modernas y están parcialmente cubiertas con escamas que cubren la superficie exterior. El tercer tipo es una osificación porosa y con una superficie áspera de función desconocida, que se halla cerca de los dedos del pie. A diferencia de los osteodermos en forma de cono, este tercer tipo posiblemente estaba completamente inserto dentro de la piel de la tortuga.

#### Cuello
Se conocen vértebras cervicales para dos especies: M. platyceps y M. brevicollis. El primero tenía vértebras más largas, anchas y bajas mientras que las vértebras del segundo eran más cortas, estrechas y altas. La apófisis neural del axis es corta en M. platyceps y alta en M. brevicollis. Además, la zona ventral de las vértebras quinta y sexta en M. brevicollis tenían una quilla que está ausente en la especie de la isla de Lord Howe. Esto en esencia significa que M. platyceps tenía un cuello notablemente más largo que el de M. brevicollis. Una de las características más distintivas de las vértebras cervicales de Meiolania es la presencia de costillas cervicales bien desarrolladas. Esto es notable dado que no están presentes en casi ningún otro grupo de tortugas. Meiolania tenía al menos cinco pares de costillas cervicales libres, un sexto par posiblemente fusionado y lo que puede ser una costilla pequeña en su atlas. El primer par bien desarrollado pertenece a la segunda cervical y junto con la tercera y cuarta, conforman las costillas cervicales más grandes.

#### Cola y maza caudal
Ya que no hay disponibles colas completamente articuladas, no se conoce cuántas vértebras formaban la serie caudal. Gaffney sugirió que habría un mínimo de 10 vértebras formando la cola con base en comparaciones con las tortugas modernas. Es posible que hubieran más, a la vez que es improbable que hubieran menos. Siguiendo esta interpretación, la cola de Meiolania habría sido proporcionalmente larga, similar a la de las actuales tortugas mordedoras. La cola de Meiolania estaba protegida por una serie de anillos acorazados. Estos anillos no cerraban por completo la circunferencia de la cola, ya que en la zona ventral de cada segmento este se encuentra abierto, por lo que el anillo queda incompleto. Esta es una diferencia respecto a especies más basales, en los cuales los anillos sí están cerrados. Basándose en el espécimen AMF:9051, estos anillos se articulan entre sí y se corresponden directamente con las vértebras, lo que significa que cada anillo rodea a una vértebra individual. Por otra parte, no es claro cuánto de la cola estaba cubierto por los anillos. En los fósiles mejor preservados estos cubren principalmente la parte final de cola, si bien Gaffney propuso que la cola en su extensión completa habría estado cubierta. La evidencia que apoya la idea de Gaffney se puede encontrar en algunos fósiles aislados inicialmente descritos como "arcos esternales" por Owen. Con base en este fósil se deduce que los anillos empezaban como elementos mucho más anchos, correspondientes a la mayor anchura de la cola al acercarse al torso. Estos primeros anillos son comparativamente  más delgados y no se articulan inmediatamente entre sí, lo que significa que no se solapan como lo hacen los anillos posteriores. A lo largo de la longitud de la cola, hay dos pares de crestas situadas en la superficie de los anillos que crecen y forman dos pares de distintivas espinas en forma de pinchos hacia el final de la cola. El par más grande se sitúa encima de los anillos  y se curva hacia arriba y hacia atrás, mientras que el segundo par se proyecta desde el lado de los anillos y es notablemente menor.
El segmento final de la cola está cubierto por lo que se conoce generalmente como una maza caudal o funda caudal, que superficialmente se parece a las que se ven en ciertas especies de gliptodontes y de dinosaurios anquilosáuridos. Esta maza consiste de cuatro segmentos espinosos parecidos a los anillos precedentes y la punta cónica de la cola. No es enteramente claro su esta maza se deriva de los anillos caudales o no. Aunque su estructura general parece ser similar, ya que la maza fusionada muestra la misma disposición de espinas, en un individuo se observan suturas que no encajan con esa interpretación. Sin embargo, es también posible que dicho espécimen sea un caso atípico que no representa como estaba formada usualmente esta maza. A diferencia de los anillos precedentes, la maza fusionada rodea por completo a las vértebras, careciendo de la abertura ventral vista antes. Las superficie de la maza está cubierta con una multitud de perforaciones y forámenes que le dan una textura rugosa y probablemente servían para encaminar a los vasos sanguíneos, lo que indica que la propia maza estaba cubierta con una capa de escamas cornificadas. Las espinas de la maza muestran un mayor nivel de variación con respecto a las de los anillos anteriores. Aunque siguen apareciendo en un patrón de un par dorsolateral y otro lateral, los cuales se estrechan para formar puntas dirigidas hacia atrás, algunos especímenes de Meiolania preservan espinas en su maza que son mucho más romas. La distancia entre las espinas puede variar e incluso la progresión de tamaño está sujeta a la variación intraespecífica, ya que por lo general las espinas de la maza alcanzan su punto más alto al inicio de la maza para descender gradualmente, mientras que en otros individuos las espinas alcanzan su mayor tamaño en el segundo par. También hay señales de abrasión en algunos fósiles, lo que indica que la capa inferior de escamas en la maza se dañaba gradualmente al arrastrar el animal la cola por el suelo. La punta de la cola consistía en hueso casi sólido, con la vértebra final apenas separada del anillo que la rodeaba. La punta de la maza, como las espinas, podía ser aguzada o roma dependiendo del espécimen.

#### Caparazón
El caparazón de Meiolania es aproximadamente ovoide, con bordes paralelos y una zona frontal protuberante. Carece de la muesca cefálica, la indentación en la parte frontal del caparazón, así como de la muesca caudal hacia la parte posterior del mismo. Esta zona posterior además tiene un borde aserrado, con los escudos formando un borde espinoso. Sin embargo las dudas sobre la forma exacta del caparazón no se han resuelto del todo. Todos los especímenes más completos que se preservan están aplanados, pero claramente han sufrido de distorsión y colapso durante el proceso de fosilización, por lo cual no reflejan su forma en vida. Los análisis de elementos individuales del caparazón en su conjunto indican que el caparazón estaba abovedado en algún grado. Esto indica que la forma completa del caparazón es elevada o arqueada; sin embargo, probablemente no estaba cerca de ser tan abovedado como en las tortugas terrestres gigantes modernas. En cambio, se piensa que el caparazón de Meiolania se habría asemejado a la forma vista en las especies de tortugas excavadoras.

### Estimaciones de tamaño
Las estimaciones de tamaño difieren entre todas las especies reconocidas. M. mackayi estaba entre las especies más pequeñas, siendo 30% más pequeña que M. platyceps, que a su vez era entre 10 a 20% menor que M. brevicollis y solo la mitad del tamaño de la especie de Wyandotte. En datos numéricos, se considera que M. mackayi alcanzaba una longitud de caparazón de aproximadamente 0.7 m y se estima que M. platyceps alcanzaba una longitud de caparazón de 1 m. Rhodin señala que el caparazón completo más grade de M. platyceps mide 63.5 cm, y que el tamaño de los especímenes más grandes se basan en las proporciones de este individuo. Otro método usado para determinar el tamaño de Meiolania es la comparación de sus huevos fósiles con los de las tortugas modernas. Con base en este método, Lawver y Jackson estimaron que el individuo de M. platyceps responsable de una puesta de 10 huevos debe haber tenido una longitud de caparazón de cerca de 75 cm. Más aún, algunas fuentes afirman que Meiolania platyceps podía alcanzar longitudes de más de 3 metros incluyendo la cola, cuello y cabeza. La especie de Wyandotte permanece como el mayor miembro de Meiolania, ya que sus núcleos de cuernos indican un animal de tamaño similar al de Ninjemys con un caparazón de quizás más de 2 m de longitud. ?M. damelipi fue descrita como de tamaño similar al de M. platyceps, y Rhodin y colaboradores estimaron una longitud de 1.35 m basándose en el material de las extremidades.
| Especie              | Longitud de caparazón         |
| -------------------- | ----------------------------- |
| M. brevicollis       | 10-20% mayor que M. platyceps |
| ?M. damelipi         | 1,35 metros (4,4 pies)        |
| M. mackayi           | 0,7 metros (2,3 pies)         |
| M. platyceps         | 0,63-1 metro (2,1-3,3 pies)   |
| Especie de Wyandotte | 2 metros (6,6 pies)           |

## Filogenia
A diferencia de la relación de los meiolánidos con otras tortugas, la estructura de la relación interna de la familia Meiolaniidae es mejor entendida, ya que las investigaciones han encontrado de forma consistente resultados similares. Dentro de esta familia, Meiolania se sitúa como uno de sus miembros más derivados, mostrando varias características que se observa que cambiaron entre los primeros meiolánidos y el propio Meiolania. La segunda superficie accesoria de masticación, las narinas divididas y la escama X pequeña aparecieron primero en el origen del grupo australiano que une a todos los meiolánidos aparte de Niolamia. Aún más, Ninjemys queda excluido del clado formado por Warkalania y Meiolania en parte por la anatomía de sus escamas D, la cual es alta en el primero y baja en el segundo. Finalmente, los cuernos recuperados similares a una vaca y la ausencia de una plataforma continua de escamas en la parte posterior del cráneo separa a Meiolania de su pariente más cercano, Warkalania. A lo largo del árbol familiar, se puede observar también un decrecimiento gradual en el tamaño de las escamas A, las cuales comienzan como una estructura grande en forma de escudo en taxones basales como Niolamia y Ninjemys y son comparativamente reducidas en Meiolania. Los cuernos B cambian de orientación, sobresaliendo a los lados en las formas primitivas y curvándose hacia atrás en las especies posteriores, aquí sin embargo Warkalania representa una anomalía con sus cuernos altamente reducidos. Adicionalmente, un taxón comodín es Gaffneylania, el miolánido más recientemente descrito, ya que ha sido encontrado en diferentes posiciones dentro de la familia. Sin embargo, esto mayormente se debe a su estado mayormente fragmentario que hace ambiguas a varias características importantes.
Dentro del nivel de especie en Meiolania, las cosas son menos claras, principalmente debido a lo fragmentario o incluso la falta de elementos diagnósticos que hay en algunas especies. Es hipotéticamente posible hallar clados dentro del género con base en la anchura de los cuernos B, sin embargo, como señaló Gaffney esta no es una característica consistente y varía notablemente una vez que se proporciona un mayor tamaño de muestra.
|  | Meiolania mackayi                                                              |
|  |                                                                                |
|  | \| \| Especie de Wyandotte \| \| \| \| \| \| Meiolania brevicollis \| \| \| \| |
|  |                                                                                |
|  | Especie de Wyandotte                                                           |
|  |                                                                                |
|  | Meiolania brevicollis                                                          |
|  |                                                                                |

|  | Especie de Wyandotte  |
|  |                       |
|  | Meiolania brevicollis |
|  |                       |

|  | Meiolania mackayi                                                              |
|  |                                                                                |
|  | \| \| Especie de Wyandotte \| \| \| \| \| \| Meiolania brevicollis \| \| \| \| |
|  |                                                                                |
|  | Especie de Wyandotte                                                           |
|  |                                                                                |
|  | Meiolania brevicollis                                                          |
|  |                                                                                |

|  | Especie de Wyandotte  |
|  |                       |
|  | Meiolania brevicollis |
|  |                       |

|  | Meiolania mackayi                                                              |
|  |                                                                                |
|  | \| \| Especie de Wyandotte \| \| \| \| \| \| Meiolania brevicollis \| \| \| \| |
|  |                                                                                |
|  | Especie de Wyandotte                                                           |
|  |                                                                                |
|  | Meiolania brevicollis                                                          |
|  |                                                                                |

|  | Especie de Wyandotte  |
|  |                       |
|  | Meiolania brevicollis |
|  |                       |

|  | Meiolania mackayi                                                              |
|  |                                                                                |
|  | \| \| Especie de Wyandotte \| \| \| \| \| \| Meiolania brevicollis \| \| \| \| |
|  |                                                                                |
|  | Especie de Wyandotte                                                           |
|  |                                                                                |
|  | Meiolania brevicollis                                                          |
|  |                                                                                |

|  | Especie de Wyandotte  |
|  |                       |
|  | Meiolania brevicollis |
|  |                       |

|  | Meiolania mackayi                                                              |
|  |                                                                                |
|  | \| \| Especie de Wyandotte \| \| \| \| \| \| Meiolania brevicollis \| \| \| \| |
|  |                                                                                |
|  | Especie de Wyandotte                                                           |
|  |                                                                                |
|  | Meiolania brevicollis                                                          |
|  |                                                                                |

|  | Especie de Wyandotte  |
|  |                       |
|  | Meiolania brevicollis |
|  |                       |

|  | Meiolania mackayi                                                              |
|  |                                                                                |
|  | \| \| Especie de Wyandotte \| \| \| \| \| \| Meiolania brevicollis \| \| \| \| |
|  |                                                                                |
|  | Especie de Wyandotte                                                           |
|  |                                                                                |
|  | Meiolania brevicollis                                                          |
|  |                                                                                |

|  | Especie de Wyandotte  |
|  |                       |
|  | Meiolania brevicollis |
|  |                       |

|  | Meiolania mackayi                                                              |
|  |                                                                                |
|  | \| \| Especie de Wyandotte \| \| \| \| \| \| Meiolania brevicollis \| \| \| \| |
|  |                                                                                |
|  | Especie de Wyandotte                                                           |
|  |                                                                                |
|  | Meiolania brevicollis                                                          |
|  |                                                                                |

|  | Especie de Wyandotte  |
|  |                       |
|  | Meiolania brevicollis |
|  |                       |

|  | Meiolania mackayi                                                              |
|  |                                                                                |
|  | \| \| Especie de Wyandotte \| \| \| \| \| \| Meiolania brevicollis \| \| \| \| |
|  |                                                                                |
|  | Especie de Wyandotte                                                           |
|  |                                                                                |
|  | Meiolania brevicollis                                                          |
|  |                                                                                |

|  | Especie de Wyandotte  |
|  |                       |
|  | Meiolania brevicollis |
|  |                       |

|  | Meiolania mackayi                                                              |
|  |                                                                                |
|  | \| \| Especie de Wyandotte \| \| \| \| \| \| Meiolania brevicollis \| \| \| \| |
|  |                                                                                |
|  | Especie de Wyandotte                                                           |
|  |                                                                                |
|  | Meiolania brevicollis                                                          |
|  |                                                                                |

|  | Especie de Wyandotte  |
|  |                       |
|  | Meiolania brevicollis |
|  |                       |

|  | Meiolania mackayi                                                              |
|  |                                                                                |
|  | \| \| Especie de Wyandotte \| \| \| \| \| \| Meiolania brevicollis \| \| \| \| |
|  |                                                                                |
|  | Especie de Wyandotte                                                           |
|  |                                                                                |
|  | Meiolania brevicollis                                                          |
|  |                                                                                |

|  | Especie de Wyandotte  |
|  |                       |
|  | Meiolania brevicollis |
|  |                       |

|  | Meiolania mackayi                                                              |
|  |                                                                                |
|  | \| \| Especie de Wyandotte \| \| \| \| \| \| Meiolania brevicollis \| \| \| \| |
|  |                                                                                |
|  | Especie de Wyandotte                                                           |
|  |                                                                                |
|  | Meiolania brevicollis                                                          |
|  |                                                                                |

|  | Especie de Wyandotte  |
|  |                       |
|  | Meiolania brevicollis |
|  |                       |

|  | Meiolania mackayi                                                              |
|  |                                                                                |
|  | \| \| Especie de Wyandotte \| \| \| \| \| \| Meiolania brevicollis \| \| \| \| |
|  |                                                                                |
|  | Especie de Wyandotte                                                           |
|  |                                                                                |
|  | Meiolania brevicollis                                                          |
|  |                                                                                |

|  | Especie de Wyandotte  |
|  |                       |
|  | Meiolania brevicollis |
|  |                       |

|  | Meiolania mackayi                                                              |
|  |                                                                                |
|  | \| \| Especie de Wyandotte \| \| \| \| \| \| Meiolania brevicollis \| \| \| \| |
|  |                                                                                |
|  | Especie de Wyandotte                                                           |
|  |                                                                                |
|  | Meiolania brevicollis                                                          |
|  |                                                                                |

|  | Especie de Wyandotte  |
|  |                       |
|  | Meiolania brevicollis |
|  |                       |

|  | Meiolania mackayi                                                              |
|  |                                                                                |
|  | \| \| Especie de Wyandotte \| \| \| \| \| \| Meiolania brevicollis \| \| \| \| |
|  |                                                                                |
|  | Especie de Wyandotte                                                           |
|  |                                                                                |
|  | Meiolania brevicollis                                                          |
|  |                                                                                |

|  | Especie de Wyandotte  |
|  |                       |
|  | Meiolania brevicollis |
|  |                       |

|  | Meiolania mackayi                                                              |
|  |                                                                                |
|  | \| \| Especie de Wyandotte \| \| \| \| \| \| Meiolania brevicollis \| \| \| \| |
|  |                                                                                |
|  | Especie de Wyandotte                                                           |
|  |                                                                                |
|  | Meiolania brevicollis                                                          |
|  |                                                                                |

|  | Especie de Wyandotte  |
|  |                       |
|  | Meiolania brevicollis |
|  |                       |

|  | Meiolania mackayi                                                              |
|  |                                                                                |
|  | \| \| Especie de Wyandotte \| \| \| \| \| \| Meiolania brevicollis \| \| \| \| |
|  |                                                                                |
|  | Especie de Wyandotte                                                           |
|  |                                                                                |
|  | Meiolania brevicollis                                                          |
|  |                                                                                |

|  | Especie de Wyandotte  |
|  |                       |
|  | Meiolania brevicollis |
|  |                       |

|  | Meiolania mackayi                                                              |
|  |                                                                                |
|  | \| \| Especie de Wyandotte \| \| \| \| \| \| Meiolania brevicollis \| \| \| \| |
|  |                                                                                |
|  | Especie de Wyandotte                                                           |
|  |                                                                                |
|  | Meiolania brevicollis                                                          |
|  |                                                                                |

|  | Especie de Wyandotte  |
|  |                       |
|  | Meiolania brevicollis |
|  |                       |

|  | Meiolania mackayi                                                              |
|  |                                                                                |
|  | \| \| Especie de Wyandotte \| \| \| \| \| \| Meiolania brevicollis \| \| \| \| |
|  |                                                                                |
|  | Especie de Wyandotte                                                           |
|  |                                                                                |
|  | Meiolania brevicollis                                                          |
|  |                                                                                |

|  | Especie de Wyandotte  |
|  |                       |
|  | Meiolania brevicollis |
|  |                       |

|  | Meiolania mackayi                                                              |
|  |                                                                                |
|  | \| \| Especie de Wyandotte \| \| \| \| \| \| Meiolania brevicollis \| \| \| \| |
|  |                                                                                |
|  | Especie de Wyandotte                                                           |
|  |                                                                                |
|  | Meiolania brevicollis                                                          |
|  |                                                                                |

|  | Especie de Wyandotte  |
|  |                       |
|  | Meiolania brevicollis |
|  |                       |

|  | Meiolania mackayi                                                              |
|  |                                                                                |
|  | \| \| Especie de Wyandotte \| \| \| \| \| \| Meiolania brevicollis \| \| \| \| |
|  |                                                                                |
|  | Especie de Wyandotte                                                           |
|  |                                                                                |
|  | Meiolania brevicollis                                                          |
|  |                                                                                |

|  | Especie de Wyandotte  |
|  |                       |
|  | Meiolania brevicollis |
|  |                       |

|  | Meiolania mackayi                                                              |
|  |                                                                                |
|  | \| \| Especie de Wyandotte \| \| \| \| \| \| Meiolania brevicollis \| \| \| \| |
|  |                                                                                |
|  | Especie de Wyandotte                                                           |
|  |                                                                                |
|  | Meiolania brevicollis                                                          |
|  |                                                                                |

|  | Especie de Wyandotte  |
|  |                       |
|  | Meiolania brevicollis |
|  |                       |

|  | Meiolania mackayi                                                              |
|  |                                                                                |
|  | \| \| Especie de Wyandotte \| \| \| \| \| \| Meiolania brevicollis \| \| \| \| |
|  |                                                                                |
|  | Especie de Wyandotte                                                           |
|  |                                                                                |
|  | Meiolania brevicollis                                                          |
|  |                                                                                |

|  | Especie de Wyandotte  |
|  |                       |
|  | Meiolania brevicollis |
|  |                       |

|  | Meiolania mackayi                                                              |
|  |                                                                                |
|  | \| \| Especie de Wyandotte \| \| \| \| \| \| Meiolania brevicollis \| \| \| \| |
|  |                                                                                |
|  | Especie de Wyandotte                                                           |
|  |                                                                                |
|  | Meiolania brevicollis                                                          |
|  |                                                                                |

|  | Especie de Wyandotte  |
|  |                       |
|  | Meiolania brevicollis |
|  |                       |

|  | Meiolania mackayi                                                              |
|  |                                                                                |
|  | \| \| Especie de Wyandotte \| \| \| \| \| \| Meiolania brevicollis \| \| \| \| |
|  |                                                                                |
|  | Especie de Wyandotte                                                           |
|  |                                                                                |
|  | Meiolania brevicollis                                                          |
|  |                                                                                |

|  | Especie de Wyandotte  |
|  |                       |
|  | Meiolania brevicollis |
|  |                       |

|  | Meiolania mackayi                                                              |
|  |                                                                                |
|  | \| \| Especie de Wyandotte \| \| \| \| \| \| Meiolania brevicollis \| \| \| \| |
|  |                                                                                |
|  | Especie de Wyandotte                                                           |
|  |                                                                                |
|  | Meiolania brevicollis                                                          |
|  |                                                                                |

|  | Especie de Wyandotte  |
|  |                       |
|  | Meiolania brevicollis |
|  |                       |

|  | Meiolania mackayi                                                              |
|  |                                                                                |
|  | \| \| Especie de Wyandotte \| \| \| \| \| \| Meiolania brevicollis \| \| \| \| |
|  |                                                                                |
|  | Especie de Wyandotte                                                           |
|  |                                                                                |
|  | Meiolania brevicollis                                                          |
|  |                                                                                |

|  | Especie de Wyandotte  |
|  |                       |
|  | Meiolania brevicollis |
|  |                       |

|  | Meiolania mackayi                                                              |
|  |                                                                                |
|  | \| \| Especie de Wyandotte \| \| \| \| \| \| Meiolania brevicollis \| \| \| \| |
|  |                                                                                |
|  | Especie de Wyandotte                                                           |
|  |                                                                                |
|  | Meiolania brevicollis                                                          |
|  |                                                                                |

|  | Especie de Wyandotte  |
|  |                       |
|  | Meiolania brevicollis |
|  |                       |

|  | Meiolania mackayi                                                              |
|  |                                                                                |
|  | \| \| Especie de Wyandotte \| \| \| \| \| \| Meiolania brevicollis \| \| \| \| |
|  |                                                                                |
|  | Especie de Wyandotte                                                           |
|  |                                                                                |
|  | Meiolania brevicollis                                                          |
|  |                                                                                |

|  | Especie de Wyandotte  |
|  |                       |
|  | Meiolania brevicollis |
|  |                       |

|  | Meiolania mackayi                                                              |
|  |                                                                                |
|  | \| \| Especie de Wyandotte \| \| \| \| \| \| Meiolania brevicollis \| \| \| \| |
|  |                                                                                |
|  | Especie de Wyandotte                                                           |
|  |                                                                                |
|  | Meiolania brevicollis                                                          |
|  |                                                                                |

|  | Especie de Wyandotte  |
|  |                       |
|  | Meiolania brevicollis |
|  |                       |

|  | Meiolania mackayi                                                              |
|  |                                                                                |
|  | \| \| Especie de Wyandotte \| \| \| \| \| \| Meiolania brevicollis \| \| \| \| |
|  |                                                                                |
|  | Especie de Wyandotte                                                           |
|  |                                                                                |
|  | Meiolania brevicollis                                                          |
|  |                                                                                |

|  | Especie de Wyandotte  |
|  |                       |
|  | Meiolania brevicollis |
|  |                       |

|  | Meiolania mackayi                                                              |
|  |                                                                                |
|  | \| \| Especie de Wyandotte \| \| \| \| \| \| Meiolania brevicollis \| \| \| \| |
|  |                                                                                |
|  | Especie de Wyandotte                                                           |
|  |                                                                                |
|  | Meiolania brevicollis                                                          |
|  |                                                                                |

|  | Especie de Wyandotte  |
|  |                       |
|  | Meiolania brevicollis |
|  |                       |

|  | Meiolania mackayi                                                              |
|  |                                                                                |
|  | \| \| Especie de Wyandotte \| \| \| \| \| \| Meiolania brevicollis \| \| \| \| |
|  |                                                                                |
|  | Especie de Wyandotte                                                           |
|  |                                                                                |
|  | Meiolania brevicollis                                                          |
|  |                                                                                |

|  | Especie de Wyandotte  |
|  |                       |
|  | Meiolania brevicollis |
|  |                       |

|  | Mongolochelys efremovi |
|  |                        |
|  | Peligrochelys walshae  |
|  |                        |

|  | Otwayemys cunicularius |
|  |                        |
|  | Kallokibotion bajazidi |
|  |                        |

|  | Ninjemys oweni |
|  | |
|  | Gaffneylania auricularis ?                                                                                                  |
|  | |
|  | \| \| Warkalania carinaminor \| \| \| \| \| \| Gaffneylania auricularis ? \| \| \| \| \| \| Meiolania platyceps \| \| \| \| |
|  | |
|  | Warkalania carinaminor |
|  | |
|  | Gaffneylania auricularis ?                                                                                                  |
|  | |
|  | Meiolania platyceps |
|  | |

|  | Warkalania carinaminor     |
|  |                            |
|  | Gaffneylania auricularis ? |
|  |                            |
|  | Meiolania platyceps        |
|  |                            |

|  | Ninjemys oweni |
|  | |
|  | Gaffneylania auricularis ?                                                                                                  |
|  | |
|  | \| \| Warkalania carinaminor \| \| \| \| \| \| Gaffneylania auricularis ? \| \| \| \| \| \| Meiolania platyceps \| \| \| \| |
|  | |
|  | Warkalania carinaminor |
|  | |
|  | Gaffneylania auricularis ?                                                                                                  |
|  | |
|  | Meiolania platyceps |
|  | |

|  | Warkalania carinaminor     |
|  |                            |
|  | Gaffneylania auricularis ? |
|  |                            |
|  | Meiolania platyceps        |
|  |                            |

|  | Otwayemys cunicularius |
|  |                        |
|  | Kallokibotion bajazidi |
|  |                        |

|  | Ninjemys oweni |
|  | |
|  | Gaffneylania auricularis ?                                                                                                  |
|  | |
|  | \| \| Warkalania carinaminor \| \| \| \| \| \| Gaffneylania auricularis ? \| \| \| \| \| \| Meiolania platyceps \| \| \| \| |
|  | |
|  | Warkalania carinaminor |
|  | |
|  | Gaffneylania auricularis ?                                                                                                  |
|  | |
|  | Meiolania platyceps |
|  | |

|  | Warkalania carinaminor     |
|  |                            |
|  | Gaffneylania auricularis ? |
|  |                            |
|  | Meiolania platyceps        |
|  |                            |

|  | Ninjemys oweni |
|  | |
|  | Gaffneylania auricularis ?                                                                                                  |
|  | |
|  | \| \| Warkalania carinaminor \| \| \| \| \| \| Gaffneylania auricularis ? \| \| \| \| \| \| Meiolania platyceps \| \| \| \| |
|  | |
|  | Warkalania carinaminor |
|  | |
|  | Gaffneylania auricularis ?                                                                                                  |
|  | |
|  | Meiolania platyceps |
|  | |

|  | Warkalania carinaminor     |
|  |                            |
|  | Gaffneylania auricularis ? |
|  |                            |
|  | Meiolania platyceps        |
|  |                            |

|  | Mongolochelys efremovi |
|  |                        |
|  | Peligrochelys walshae  |
|  |                        |

|  | Otwayemys cunicularius |
|  |                        |
|  | Kallokibotion bajazidi |
|  |                        |

|  | Ninjemys oweni |
|  | |
|  | Gaffneylania auricularis ?                                                                                                  |
|  | |
|  | \| \| Warkalania carinaminor \| \| \| \| \| \| Gaffneylania auricularis ? \| \| \| \| \| \| Meiolania platyceps \| \| \| \| |
|  | |
|  | Warkalania carinaminor |
|  | |
|  | Gaffneylania auricularis ?                                                                                                  |
|  | |
|  | Meiolania platyceps |
|  | |

|  | Warkalania carinaminor     |
|  |                            |
|  | Gaffneylania auricularis ? |
|  |                            |
|  | Meiolania platyceps        |
|  |                            |

|  | Ninjemys oweni |
|  | |
|  | Gaffneylania auricularis ?                                                                                                  |
|  | |
|  | \| \| Warkalania carinaminor \| \| \| \| \| \| Gaffneylania auricularis ? \| \| \| \| \| \| Meiolania platyceps \| \| \| \| |
|  | |
|  | Warkalania carinaminor |
|  | |
|  | Gaffneylania auricularis ?                                                                                                  |
|  | |
|  | Meiolania platyceps |
|  | |

|  | Warkalania carinaminor     |
|  |                            |
|  | Gaffneylania auricularis ? |
|  |                            |
|  | Meiolania platyceps        |
|  |                            |

|  | Otwayemys cunicularius |
|  |                        |
|  | Kallokibotion bajazidi |
|  |                        |

|  | Ninjemys oweni |
|  | |
|  | Gaffneylania auricularis ?                                                                                                  |
|  | |
|  | \| \| Warkalania carinaminor \| \| \| \| \| \| Gaffneylania auricularis ? \| \| \| \| \| \| Meiolania platyceps \| \| \| \| |
|  | |
|  | Warkalania carinaminor |
|  | |
|  | Gaffneylania auricularis ?                                                                                                  |
|  | |
|  | Meiolania platyceps |
|  | |

|  | Warkalania carinaminor     |
|  |                            |
|  | Gaffneylania auricularis ? |
|  |                            |
|  | Meiolania platyceps        |
|  |                            |

|  | Ninjemys oweni |
|  | |
|  | Gaffneylania auricularis ?                                                                                                  |
|  | |
|  | \| \| Warkalania carinaminor \| \| \| \| \| \| Gaffneylania auricularis ? \| \| \| \| \| \| Meiolania platyceps \| \| \| \| |
|  | |
|  | Warkalania carinaminor |
|  | |
|  | Gaffneylania auricularis ?                                                                                                  |
|  | |
|  | Meiolania platyceps |
|  | |

|  | Warkalania carinaminor     |
|  |                            |
|  | Gaffneylania auricularis ? |
|  |                            |
|  | Meiolania platyceps        |
|  |                            |

|  | Mongolochelys efremovi |
|  |                        |
|  | Peligrochelys walshae  |
|  |                        |

|  | Otwayemys cunicularius |
|  |                        |
|  | Kallokibotion bajazidi |
|  |                        |

|  | Ninjemys oweni |
|  | |
|  | Gaffneylania auricularis ?                                                                                                  |
|  | |
|  | \| \| Warkalania carinaminor \| \| \| \| \| \| Gaffneylania auricularis ? \| \| \| \| \| \| Meiolania platyceps \| \| \| \| |
|  | |
|  | Warkalania carinaminor |
|  | |
|  | Gaffneylania auricularis ?                                                                                                  |
|  | |
|  | Meiolania platyceps |
|  | |

|  | Warkalania carinaminor     |
|  |                            |
|  | Gaffneylania auricularis ? |
|  |                            |
|  | Meiolania platyceps        |
|  |                            |

|  | Ninjemys oweni |
|  | |
|  | Gaffneylania auricularis ?                                                                                                  |
|  | |
|  | \| \| Warkalania carinaminor \| \| \| \| \| \| Gaffneylania auricularis ? \| \| \| \| \| \| Meiolania platyceps \| \| \| \| |
|  | |
|  | Warkalania carinaminor |
|  | |
|  | Gaffneylania auricularis ?                                                                                                  |
|  | |
|  | Meiolania platyceps |
|  | |

|  | Warkalania carinaminor     |
|  |                            |
|  | Gaffneylania auricularis ? |
|  |                            |
|  | Meiolania platyceps        |
|  |                            |

|  | Otwayemys cunicularius |
|  |                        |
|  | Kallokibotion bajazidi |
|  |                        |

|  | Ninjemys oweni |
|  | |
|  | Gaffneylania auricularis ?                                                                                                  |
|  | |
|  | \| \| Warkalania carinaminor \| \| \| \| \| \| Gaffneylania auricularis ? \| \| \| \| \| \| Meiolania platyceps \| \| \| \| |
|  | |
|  | Warkalania carinaminor |
|  | |
|  | Gaffneylania auricularis ?                                                                                                  |
|  | |
|  | Meiolania platyceps |
|  | |

|  | Warkalania carinaminor     |
|  |                            |
|  | Gaffneylania auricularis ? |
|  |                            |
|  | Meiolania platyceps        |
|  |                            |

|  | Ninjemys oweni |
|  | |
|  | Gaffneylania auricularis ?                                                                                                  |
|  | |
|  | \| \| Warkalania carinaminor \| \| \| \| \| \| Gaffneylania auricularis ? \| \| \| \| \| \| Meiolania platyceps \| \| \| \| |
|  | |
|  | Warkalania carinaminor |
|  | |
|  | Gaffneylania auricularis ?                                                                                                  |
|  | |
|  | Meiolania platyceps |
|  | |

|  | Warkalania carinaminor     |
|  |                            |
|  | Gaffneylania auricularis ? |
|  |                            |
|  | Meiolania platyceps        |
|  |                            |

|  | Mongolochelys efremovi |
|  |                        |
|  | Peligrochelys walshae  |
|  |                        |

|  | Otwayemys cunicularius |
|  |                        |
|  | Kallokibotion bajazidi |
|  |                        |

|  | Ninjemys oweni |
|  | |
|  | Gaffneylania auricularis ?                                                                                                  |
|  | |
|  | \| \| Warkalania carinaminor \| \| \| \| \| \| Gaffneylania auricularis ? \| \| \| \| \| \| Meiolania platyceps \| \| \| \| |
|  | |
|  | Warkalania carinaminor |
|  | |
|  | Gaffneylania auricularis ?                                                                                                  |
|  | |
|  | Meiolania platyceps |
|  | |

|  | Warkalania carinaminor     |
|  |                            |
|  | Gaffneylania auricularis ? |
|  |                            |
|  | Meiolania platyceps        |
|  |                            |

|  | Ninjemys oweni |
|  | |
|  | Gaffneylania auricularis ?                                                                                                  |
|  | |
|  | \| \| Warkalania carinaminor \| \| \| \| \| \| Gaffneylania auricularis ? \| \| \| \| \| \| Meiolania platyceps \| \| \| \| |
|  | |
|  | Warkalania carinaminor |
|  | |
|  | Gaffneylania auricularis ?                                                                                                  |
|  | |
|  | Meiolania platyceps |
|  | |

|  | Warkalania carinaminor     |
|  |                            |
|  | Gaffneylania auricularis ? |
|  |                            |
|  | Meiolania platyceps        |
|  |                            |

|  | Otwayemys cunicularius |
|  |                        |
|  | Kallokibotion bajazidi |
|  |                        |

|  | Ninjemys oweni |
|  | |
|  | Gaffneylania auricularis ?                                                                                                  |
|  | |
|  | \| \| Warkalania carinaminor \| \| \| \| \| \| Gaffneylania auricularis ? \| \| \| \| \| \| Meiolania platyceps \| \| \| \| |
|  | |
|  | Warkalania carinaminor |
|  | |
|  | Gaffneylania auricularis ?                                                                                                  |
|  | |
|  | Meiolania platyceps |
|  | |

|  | Warkalania carinaminor     |
|  |                            |
|  | Gaffneylania auricularis ? |
|  |                            |
|  | Meiolania platyceps        |
|  |                            |

|  | Ninjemys oweni |
|  | |
|  | Gaffneylania auricularis ?                                                                                                  |
|  | |
|  | \| \| Warkalania carinaminor \| \| \| \| \| \| Gaffneylania auricularis ? \| \| \| \| \| \| Meiolania platyceps \| \| \| \| |
|  | |
|  | Warkalania carinaminor |
|  | |
|  | Gaffneylania auricularis ?                                                                                                  |
|  | |
|  | Meiolania platyceps |
|  | |

|  | Warkalania carinaminor     |
|  |                            |
|  | Gaffneylania auricularis ? |
|  |                            |
|  | Meiolania platyceps        |
|  |                            |

|  | Mongolochelys efremovi |
|  |                        |
|  | Peligrochelys walshae  |
|  |                        |

|  | Otwayemys cunicularius |
|  |                        |
|  | Kallokibotion bajazidi |
|  |                        |

|  | Ninjemys oweni |
|  | |
|  | Gaffneylania auricularis ?                                                                                                  |
|  | |
|  | \| \| Warkalania carinaminor \| \| \| \| \| \| Gaffneylania auricularis ? \| \| \| \| \| \| Meiolania platyceps \| \| \| \| |
|  | |
|  | Warkalania carinaminor |
|  | |
|  | Gaffneylania auricularis ?                                                                                                  |
|  | |
|  | Meiolania platyceps |
|  | |

|  | Warkalania carinaminor     |
|  |                            |
|  | Gaffneylania auricularis ? |
|  |                            |
|  | Meiolania platyceps        |
|  |                            |

|  | Ninjemys oweni |
|  | |
|  | Gaffneylania auricularis ?                                                                                                  |
|  | |
|  | \| \| Warkalania carinaminor \| \| \| \| \| \| Gaffneylania auricularis ? \| \| \| \| \| \| Meiolania platyceps \| \| \| \| |
|  | |
|  | Warkalania carinaminor |
|  | |
|  | Gaffneylania auricularis ?                                                                                                  |
|  | |
|  | Meiolania platyceps |
|  | |

|  | Warkalania carinaminor     |
|  |                            |
|  | Gaffneylania auricularis ? |
|  |                            |
|  | Meiolania platyceps        |
|  |                            |

|  | Otwayemys cunicularius |
|  |                        |
|  | Kallokibotion bajazidi |
|  |                        |

|  | Ninjemys oweni |
|  | |
|  | Gaffneylania auricularis ?                                                                                                  |
|  | |
|  | \| \| Warkalania carinaminor \| \| \| \| \| \| Gaffneylania auricularis ? \| \| \| \| \| \| Meiolania platyceps \| \| \| \| |
|  | |
|  | Warkalania carinaminor |
|  | |
|  | Gaffneylania auricularis ?                                                                                                  |
|  | |
|  | Meiolania platyceps |
|  | |

|  | Warkalania carinaminor     |
|  |                            |
|  | Gaffneylania auricularis ? |
|  |                            |
|  | Meiolania platyceps        |
|  |                            |

|  | Ninjemys oweni |
|  | |
|  | Gaffneylania auricularis ?                                                                                                  |
|  | |
|  | \| \| Warkalania carinaminor \| \| \| \| \| \| Gaffneylania auricularis ? \| \| \| \| \| \| Meiolania platyceps \| \| \| \| |
|  | |
|  | Warkalania carinaminor |
|  | |
|  | Gaffneylania auricularis ?                                                                                                  |
|  | |
|  | Meiolania platyceps |
|  | |

|  | Warkalania carinaminor     |
|  |                            |
|  | Gaffneylania auricularis ? |
|  |                            |
|  | Meiolania platyceps        |
|  |                            |

|  | Mongolochelys efremovi |
|  |                        |
|  | Peligrochelys walshae  |
|  |                        |

|  | Otwayemys cunicularius |
|  |                        |
|  | Kallokibotion bajazidi |
|  |                        |

|  | Ninjemys oweni |
|  | |
|  | Gaffneylania auricularis ?                                                                                                  |
|  | |
|  | \| \| Warkalania carinaminor \| \| \| \| \| \| Gaffneylania auricularis ? \| \| \| \| \| \| Meiolania platyceps \| \| \| \| |
|  | |
|  | Warkalania carinaminor |
|  | |
|  | Gaffneylania auricularis ?                                                                                                  |
|  | |
|  | Meiolania platyceps |
|  | |

|  | Warkalania carinaminor     |
|  |                            |
|  | Gaffneylania auricularis ? |
|  |                            |
|  | Meiolania platyceps        |
|  |                            |

|  | Ninjemys oweni |
|  | |
|  | Gaffneylania auricularis ?                                                                                                  |
|  | |
|  | \| \| Warkalania carinaminor \| \| \| \| \| \| Gaffneylania auricularis ? \| \| \| \| \| \| Meiolania platyceps \| \| \| \| |
|  | |
|  | Warkalania carinaminor |
|  | |
|  | Gaffneylania auricularis ?                                                                                                  |
|  | |
|  | Meiolania platyceps |
|  | |

|  | Warkalania carinaminor     |
|  |                            |
|  | Gaffneylania auricularis ? |
|  |                            |
|  | Meiolania platyceps        |
|  |                            |

|  | Otwayemys cunicularius |
|  |                        |
|  | Kallokibotion bajazidi |
|  |                        |

|  | Ninjemys oweni |
|  | |
|  | Gaffneylania auricularis ?                                                                                                  |
|  | |
|  | \| \| Warkalania carinaminor \| \| \| \| \| \| Gaffneylania auricularis ? \| \| \| \| \| \| Meiolania platyceps \| \| \| \| |
|  | |
|  | Warkalania carinaminor |
|  | |
|  | Gaffneylania auricularis ?                                                                                                  |
|  | |
|  | Meiolania platyceps |
|  | |

|  | Warkalania carinaminor     |
|  |                            |
|  | Gaffneylania auricularis ? |
|  |                            |
|  | Meiolania platyceps        |
|  |                            |

|  | Ninjemys oweni |
|  | |
|  | Gaffneylania auricularis ?                                                                                                  |
|  | |
|  | \| \| Warkalania carinaminor \| \| \| \| \| \| Gaffneylania auricularis ? \| \| \| \| \| \| Meiolania platyceps \| \| \| \| |
|  | |
|  | Warkalania carinaminor |
|  | |
|  | Gaffneylania auricularis ?                                                                                                  |
|  | |
|  | Meiolania platyceps |
|  | |

|  | Warkalania carinaminor     |
|  |                            |
|  | Gaffneylania auricularis ? |
|  |                            |
|  | Meiolania platyceps        |
|  |                            |

|  | Mongolochelys efremovi |
|  |                        |
|  | Peligrochelys walshae  |
|  |                        |

|  | Otwayemys cunicularius |
|  |                        |
|  | Kallokibotion bajazidi |
|  |                        |

|  | Ninjemys oweni |
|  | |
|  | Gaffneylania auricularis ?                                                                                                  |
|  | |
|  | \| \| Warkalania carinaminor \| \| \| \| \| \| Gaffneylania auricularis ? \| \| \| \| \| \| Meiolania platyceps \| \| \| \| |
|  | |
|  | Warkalania carinaminor |
|  | |
|  | Gaffneylania auricularis ?                                                                                                  |
|  | |
|  | Meiolania platyceps |
|  | |

|  | Warkalania carinaminor     |
|  |                            |
|  | Gaffneylania auricularis ? |
|  |                            |
|  | Meiolania platyceps        |
|  |                            |

|  | Ninjemys oweni |
|  | |
|  | Gaffneylania auricularis ?                                                                                                  |
|  | |
|  | \| \| Warkalania carinaminor \| \| \| \| \| \| Gaffneylania auricularis ? \| \| \| \| \| \| Meiolania platyceps \| \| \| \| |
|  | |
|  | Warkalania carinaminor |
|  | |
|  | Gaffneylania auricularis ?                                                                                                  |
|  | |
|  | Meiolania platyceps |
|  | |

|  | Warkalania carinaminor     |
|  |                            |
|  | Gaffneylania auricularis ? |
|  |                            |
|  | Meiolania platyceps        |
|  |                            |

|  | Otwayemys cunicularius |
|  |                        |
|  | Kallokibotion bajazidi |
|  |                        |

|  | Ninjemys oweni |
|  | |
|  | Gaffneylania auricularis ?                                                                                                  |
|  | |
|  | \| \| Warkalania carinaminor \| \| \| \| \| \| Gaffneylania auricularis ? \| \| \| \| \| \| Meiolania platyceps \| \| \| \| |
|  | |
|  | Warkalania carinaminor |
|  | |
|  | Gaffneylania auricularis ?                                                                                                  |
|  | |
|  | Meiolania platyceps |
|  | |

|  | Warkalania carinaminor     |
|  |                            |
|  | Gaffneylania auricularis ? |
|  |                            |
|  | Meiolania platyceps        |
|  |                            |

|  | Ninjemys oweni |
|  | |
|  | Gaffneylania auricularis ?                                                                                                  |
|  | |
|  | \| \| Warkalania carinaminor \| \| \| \| \| \| Gaffneylania auricularis ? \| \| \| \| \| \| Meiolania platyceps \| \| \| \| |
|  | |
|  | Warkalania carinaminor |
|  | |
|  | Gaffneylania auricularis ?                                                                                                  |
|  | |
|  | Meiolania platyceps |
|  | |

|  | Warkalania carinaminor     |
|  |                            |
|  | Gaffneylania auricularis ? |
|  |                            |
|  | Meiolania platyceps        |
|  |                            |

|  | Mongolochelys efremovi |
|  |                        |
|  | Peligrochelys walshae  |
|  |                        |

|  | Otwayemys cunicularius |
|  |                        |
|  | Kallokibotion bajazidi |
|  |                        |

|  | Ninjemys oweni |
|  | |
|  | Gaffneylania auricularis ?                                                                                                  |
|  | |
|  | \| \| Warkalania carinaminor \| \| \| \| \| \| Gaffneylania auricularis ? \| \| \| \| \| \| Meiolania platyceps \| \| \| \| |
|  | |
|  | Warkalania carinaminor |
|  | |
|  | Gaffneylania auricularis ?                                                                                                  |
|  | |
|  | Meiolania platyceps |
|  | |

|  | Warkalania carinaminor     |
|  |                            |
|  | Gaffneylania auricularis ? |
|  |                            |
|  | Meiolania platyceps        |
|  |                            |

|  | Ninjemys oweni |
|  | |
|  | Gaffneylania auricularis ?                                                                                                  |
|  | |
|  | \| \| Warkalania carinaminor \| \| \| \| \| \| Gaffneylania auricularis ? \| \| \| \| \| \| Meiolania platyceps \| \| \| \| |
|  | |
|  | Warkalania carinaminor |
|  | |
|  | Gaffneylania auricularis ?                                                                                                  |
|  | |
|  | Meiolania platyceps |
|  | |

|  | Warkalania carinaminor     |
|  |                            |
|  | Gaffneylania auricularis ? |
|  |                            |
|  | Meiolania platyceps        |
|  |                            |

|  | Otwayemys cunicularius |
|  |                        |
|  | Kallokibotion bajazidi |
|  |                        |

|  | Ninjemys oweni |
|  | |
|  | Gaffneylania auricularis ?                                                                                                  |
|  | |
|  | \| \| Warkalania carinaminor \| \| \| \| \| \| Gaffneylania auricularis ? \| \| \| \| \| \| Meiolania platyceps \| \| \| \| |
|  | |
|  | Warkalania carinaminor |
|  | |
|  | Gaffneylania auricularis ?                                                                                                  |
|  | |
|  | Meiolania platyceps |
|  | |

|  | Warkalania carinaminor     |
|  |                            |
|  | Gaffneylania auricularis ? |
|  |                            |
|  | Meiolania platyceps        |
|  |                            |

|  | Ninjemys oweni |
|  | |
|  | Gaffneylania auricularis ?                                                                                                  |
|  | |
|  | \| \| Warkalania carinaminor \| \| \| \| \| \| Gaffneylania auricularis ? \| \| \| \| \| \| Meiolania platyceps \| \| \| \| |
|  | |
|  | Warkalania carinaminor |
|  | |
|  | Gaffneylania auricularis ?                                                                                                  |
|  | |
|  | Meiolania platyceps |
|  | |

|  | Warkalania carinaminor     |
|  |                            |
|  | Gaffneylania auricularis ? |
|  |                            |
|  | Meiolania platyceps        |
|  |                            |

|  | Mongolochelys efremovi |
|  |                        |
|  | Peligrochelys walshae  |
|  |                        |

|  | Otwayemys cunicularius |
|  |                        |
|  | Kallokibotion bajazidi |
|  |                        |

|  | Ninjemys oweni |
|  | |
|  | Gaffneylania auricularis ?                                                                                                  |
|  | |
|  | \| \| Warkalania carinaminor \| \| \| \| \| \| Gaffneylania auricularis ? \| \| \| \| \| \| Meiolania platyceps \| \| \| \| |
|  | |
|  | Warkalania carinaminor |
|  | |
|  | Gaffneylania auricularis ?                                                                                                  |
|  | |
|  | Meiolania platyceps |
|  | |

|  | Warkalania carinaminor     |
|  |                            |
|  | Gaffneylania auricularis ? |
|  |                            |
|  | Meiolania platyceps        |
|  |                            |

|  | Ninjemys oweni |
|  | |
|  | Gaffneylania auricularis ?                                                                                                  |
|  | |
|  | \| \| Warkalania carinaminor \| \| \| \| \| \| Gaffneylania auricularis ? \| \| \| \| \| \| Meiolania platyceps \| \| \| \| |
|  | |
|  | Warkalania carinaminor |
|  | |
|  | Gaffneylania auricularis ?                                                                                                  |
|  | |
|  | Meiolania platyceps |
|  | |

|  | Warkalania carinaminor     |
|  |                            |
|  | Gaffneylania auricularis ? |
|  |                            |
|  | Meiolania platyceps        |
|  |                            |

|  | Otwayemys cunicularius |
|  |                        |
|  | Kallokibotion bajazidi |
|  |                        |

|  | Ninjemys oweni |
|  | |
|  | Gaffneylania auricularis ?                                                                                                  |
|  | |
|  | \| \| Warkalania carinaminor \| \| \| \| \| \| Gaffneylania auricularis ? \| \| \| \| \| \| Meiolania platyceps \| \| \| \| |
|  | |
|  | Warkalania carinaminor |
|  | |
|  | Gaffneylania auricularis ?                                                                                                  |
|  | |
|  | Meiolania platyceps |
|  | |

|  | Warkalania carinaminor     |
|  |                            |
|  | Gaffneylania auricularis ? |
|  |                            |
|  | Meiolania platyceps        |
|  |                            |

|  | Ninjemys oweni |
|  | |
|  | Gaffneylania auricularis ?                                                                                                  |
|  | |
|  | \| \| Warkalania carinaminor \| \| \| \| \| \| Gaffneylania auricularis ? \| \| \| \| \| \| Meiolania platyceps \| \| \| \| |
|  | |
|  | Warkalania carinaminor |
|  | |
|  | Gaffneylania auricularis ?                                                                                                  |
|  | |
|  | Meiolania platyceps |
|  | |

|  | Warkalania carinaminor     |
|  |                            |
|  | Gaffneylania auricularis ? |
|  |                            |
|  | Meiolania platyceps        |
|  |                            |

|  | Mongolochelys efremovi |
|  |                        |
|  | Peligrochelys walshae  |
|  |                        |

|  | Otwayemys cunicularius |
|  |                        |
|  | Kallokibotion bajazidi |
|  |                        |

|  | Ninjemys oweni |
|  | |
|  | Gaffneylania auricularis ?                                                                                                  |
|  | |
|  | \| \| Warkalania carinaminor \| \| \| \| \| \| Gaffneylania auricularis ? \| \| \| \| \| \| Meiolania platyceps \| \| \| \| |
|  | |
|  | Warkalania carinaminor |
|  | |
|  | Gaffneylania auricularis ?                                                                                                  |
|  | |
|  | Meiolania platyceps |
|  | |

|  | Warkalania carinaminor     |
|  |                            |
|  | Gaffneylania auricularis ? |
|  |                            |
|  | Meiolania platyceps        |
|  |                            |

|  | Ninjemys oweni |
|  | |
|  | Gaffneylania auricularis ?                                                                                                  |
|  | |
|  | \| \| Warkalania carinaminor \| \| \| \| \| \| Gaffneylania auricularis ? \| \| \| \| \| \| Meiolania platyceps \| \| \| \| |
|  | |
|  | Warkalania carinaminor |
|  | |
|  | Gaffneylania auricularis ?                                                                                                  |
|  | |
|  | Meiolania platyceps |
|  | |

|  | Warkalania carinaminor     |
|  |                            |
|  | Gaffneylania auricularis ? |
|  |                            |
|  | Meiolania platyceps        |
|  |                            |

|  | Otwayemys cunicularius |
|  |                        |
|  | Kallokibotion bajazidi |
|  |                        |

|  | Ninjemys oweni |
|  | |
|  | Gaffneylania auricularis ?                                                                                                  |
|  | |
|  | \| \| Warkalania carinaminor \| \| \| \| \| \| Gaffneylania auricularis ? \| \| \| \| \| \| Meiolania platyceps \| \| \| \| |
|  | |
|  | Warkalania carinaminor |
|  | |
|  | Gaffneylania auricularis ?                                                                                                  |
|  | |
|  | Meiolania platyceps |
|  | |

|  | Warkalania carinaminor     |
|  |                            |
|  | Gaffneylania auricularis ? |
|  |                            |
|  | Meiolania platyceps        |
|  |                            |

|  | Ninjemys oweni |
|  | |
|  | Gaffneylania auricularis ?                                                                                                  |
|  | |
|  | \| \| Warkalania carinaminor \| \| \| \| \| \| Gaffneylania auricularis ? \| \| \| \| \| \| Meiolania platyceps \| \| \| \| |
|  | |
|  | Warkalania carinaminor |
|  | |
|  | Gaffneylania auricularis ?                                                                                                  |
|  | |
|  | Meiolania platyceps |
|  | |

|  | Warkalania carinaminor     |
|  |                            |
|  | Gaffneylania auricularis ? |
|  |                            |
|  | Meiolania platyceps        |
|  |                            |

|  | Mongolochelys efremovi |
|  |                        |
|  | Peligrochelys walshae  |
|  |                        |

|  | Otwayemys cunicularius |
|  |                        |
|  | Kallokibotion bajazidi |
|  |                        |

|  | Ninjemys oweni |
|  | |
|  | Gaffneylania auricularis ?                                                                                                  |
|  | |
|  | \| \| Warkalania carinaminor \| \| \| \| \| \| Gaffneylania auricularis ? \| \| \| \| \| \| Meiolania platyceps \| \| \| \| |
|  | |
|  | Warkalania carinaminor |
|  | |
|  | Gaffneylania auricularis ?                                                                                                  |
|  | |
|  | Meiolania platyceps |
|  | |

|  | Warkalania carinaminor     |
|  |                            |
|  | Gaffneylania auricularis ? |
|  |                            |
|  | Meiolania platyceps        |
|  |                            |

|  | Ninjemys oweni |
|  | |
|  | Gaffneylania auricularis ?                                                                                                  |
|  | |
|  | \| \| Warkalania carinaminor \| \| \| \| \| \| Gaffneylania auricularis ? \| \| \| \| \| \| Meiolania platyceps \| \| \| \| |
|  | |
|  | Warkalania carinaminor |
|  | |
|  | Gaffneylania auricularis ?                                                                                                  |
|  | |
|  | Meiolania platyceps |
|  | |

|  | Warkalania carinaminor     |
|  |                            |
|  | Gaffneylania auricularis ? |
|  |                            |
|  | Meiolania platyceps        |
|  |                            |

|  | Otwayemys cunicularius |
|  |                        |
|  | Kallokibotion bajazidi |
|  |                        |

|  | Ninjemys oweni |
|  | |
|  | Gaffneylania auricularis ?                                                                                                  |
|  | |
|  | \| \| Warkalania carinaminor \| \| \| \| \| \| Gaffneylania auricularis ? \| \| \| \| \| \| Meiolania platyceps \| \| \| \| |
|  | |
|  | Warkalania carinaminor |
|  | |
|  | Gaffneylania auricularis ?                                                                                                  |
|  | |
|  | Meiolania platyceps |
|  | |

|  | Warkalania carinaminor     |
|  |                            |
|  | Gaffneylania auricularis ? |
|  |                            |
|  | Meiolania platyceps        |
|  |                            |

|  | Ninjemys oweni |
|  | |
|  | Gaffneylania auricularis ?                                                                                                  |
|  | |
|  | \| \| Warkalania carinaminor \| \| \| \| \| \| Gaffneylania auricularis ? \| \| \| \| \| \| Meiolania platyceps \| \| \| \| |
|  | |
|  | Warkalania carinaminor |
|  | |
|  | Gaffneylania auricularis ?                                                                                                  |
|  | |
|  | Meiolania platyceps |
|  | |

|  | Warkalania carinaminor     |
|  |                            |
|  | Gaffneylania auricularis ? |
|  |                            |
|  | Meiolania platyceps        |
|  |                            |

|  | Mongolochelys efremovi |
|  |                        |
|  | Peligrochelys walshae  |
|  |                        |

|  | Otwayemys cunicularius |
|  |                        |
|  | Kallokibotion bajazidi |
|  |                        |

|  | Ninjemys oweni |
|  | |
|  | Gaffneylania auricularis ?                                                                                                  |
|  | |
|  | \| \| Warkalania carinaminor \| \| \| \| \| \| Gaffneylania auricularis ? \| \| \| \| \| \| Meiolania platyceps \| \| \| \| |
|  | |
|  | Warkalania carinaminor |
|  | |
|  | Gaffneylania auricularis ?                                                                                                  |
|  | |
|  | Meiolania platyceps |
|  | |

|  | Warkalania carinaminor     |
|  |                            |
|  | Gaffneylania auricularis ? |
|  |                            |
|  | Meiolania platyceps        |
|  |                            |

|  | Ninjemys oweni |
|  | |
|  | Gaffneylania auricularis ?                                                                                                  |
|  | |
|  | \| \| Warkalania carinaminor \| \| \| \| \| \| Gaffneylania auricularis ? \| \| \| \| \| \| Meiolania platyceps \| \| \| \| |
|  | |
|  | Warkalania carinaminor |
|  | |
|  | Gaffneylania auricularis ?                                                                                                  |
|  | |
|  | Meiolania platyceps |
|  | |

|  | Warkalania carinaminor     |
|  |                            |
|  | Gaffneylania auricularis ? |
|  |                            |
|  | Meiolania platyceps        |
|  |                            |

|  | Otwayemys cunicularius |
|  |                        |
|  | Kallokibotion bajazidi |
|  |                        |

|  | Ninjemys oweni |
|  | |
|  | Gaffneylania auricularis ?                                                                                                  |
|  | |
|  | \| \| Warkalania carinaminor \| \| \| \| \| \| Gaffneylania auricularis ? \| \| \| \| \| \| Meiolania platyceps \| \| \| \| |
|  | |
|  | Warkalania carinaminor |
|  | |
|  | Gaffneylania auricularis ?                                                                                                  |
|  | |
|  | Meiolania platyceps |
|  | |

|  | Warkalania carinaminor     |
|  |                            |
|  | Gaffneylania auricularis ? |
|  |                            |
|  | Meiolania platyceps        |
|  |                            |

|  | Ninjemys oweni |
|  | |
|  | Gaffneylania auricularis ?                                                                                                  |
|  | |
|  | \| \| Warkalania carinaminor \| \| \| \| \| \| Gaffneylania auricularis ? \| \| \| \| \| \| Meiolania platyceps \| \| \| \| |
|  | |
|  | Warkalania carinaminor |
|  | |
|  | Gaffneylania auricularis ?                                                                                                  |
|  | |
|  | Meiolania platyceps |
|  | |

|  | Warkalania carinaminor     |
|  |                            |
|  | Gaffneylania auricularis ? |
|  |                            |
|  | Meiolania platyceps        |
|  |                            |

|  | Mongolochelys efremovi |
|  |                        |
|  | Peligrochelys walshae  |
|  |                        |

|  | Otwayemys cunicularius |
|  |                        |
|  | Kallokibotion bajazidi |
|  |                        |

|  | Ninjemys oweni |
|  | |
|  | Gaffneylania auricularis ?                                                                                                  |
|  | |
|  | \| \| Warkalania carinaminor \| \| \| \| \| \| Gaffneylania auricularis ? \| \| \| \| \| \| Meiolania platyceps \| \| \| \| |
|  | |
|  | Warkalania carinaminor |
|  | |
|  | Gaffneylania auricularis ?                                                                                                  |
|  | |
|  | Meiolania platyceps |
|  | |

|  | Warkalania carinaminor     |
|  |                            |
|  | Gaffneylania auricularis ? |
|  |                            |
|  | Meiolania platyceps        |
|  |                            |

|  | Ninjemys oweni |
|  | |
|  | Gaffneylania auricularis ?                                                                                                  |
|  | |
|  | \| \| Warkalania carinaminor \| \| \| \| \| \| Gaffneylania auricularis ? \| \| \| \| \| \| Meiolania platyceps \| \| \| \| |
|  | |
|  | Warkalania carinaminor |
|  | |
|  | Gaffneylania auricularis ?                                                                                                  |
|  | |
|  | Meiolania platyceps |
|  | |

|  | Warkalania carinaminor     |
|  |                            |
|  | Gaffneylania auricularis ? |
|  |                            |
|  | Meiolania platyceps        |
|  |                            |

|  | Otwayemys cunicularius |
|  |                        |
|  | Kallokibotion bajazidi |
|  |                        |

|  | Ninjemys oweni |
|  | |
|  | Gaffneylania auricularis ?                                                                                                  |
|  | |
|  | \| \| Warkalania carinaminor \| \| \| \| \| \| Gaffneylania auricularis ? \| \| \| \| \| \| Meiolania platyceps \| \| \| \| |
|  | |
|  | Warkalania carinaminor |
|  | |
|  | Gaffneylania auricularis ?                                                                                                  |
|  | |
|  | Meiolania platyceps |
|  | |

|  | Warkalania carinaminor     |
|  |                            |
|  | Gaffneylania auricularis ? |
|  |                            |
|  | Meiolania platyceps        |
|  |                            |

|  | Ninjemys oweni |
|  | |
|  | Gaffneylania auricularis ?                                                                                                  |
|  | |
|  | \| \| Warkalania carinaminor \| \| \| \| \| \| Gaffneylania auricularis ? \| \| \| \| \| \| Meiolania platyceps \| \| \| \| |
|  | |
|  | Warkalania carinaminor |
|  | |
|  | Gaffneylania auricularis ?                                                                                                  |
|  | |
|  | Meiolania platyceps |
|  | |

|  | Warkalania carinaminor     |
|  |                            |
|  | Gaffneylania auricularis ? |
|  |                            |
|  | Meiolania platyceps        |
|  |                            |

|  | Mongolochelys efremovi |
|  |                        |
|  | Peligrochelys walshae  |
|  |                        |

|  | Otwayemys cunicularius |
|  |                        |
|  | Kallokibotion bajazidi |
|  |                        |

|  | Ninjemys oweni |
|  | |
|  | Gaffneylania auricularis ?                                                                                                  |
|  | |
|  | \| \| Warkalania carinaminor \| \| \| \| \| \| Gaffneylania auricularis ? \| \| \| \| \| \| Meiolania platyceps \| \| \| \| |
|  | |
|  | Warkalania carinaminor |
|  | |
|  | Gaffneylania auricularis ?                                                                                                  |
|  | |
|  | Meiolania platyceps |
|  | |

|  | Warkalania carinaminor     |
|  |                            |
|  | Gaffneylania auricularis ? |
|  |                            |
|  | Meiolania platyceps        |
|  |                            |

|  | Ninjemys oweni |
|  | |
|  | Gaffneylania auricularis ?                                                                                                  |
|  | |
|  | \| \| Warkalania carinaminor \| \| \| \| \| \| Gaffneylania auricularis ? \| \| \| \| \| \| Meiolania platyceps \| \| \| \| |
|  | |
|  | Warkalania carinaminor |
|  | |
|  | Gaffneylania auricularis ?                                                                                                  |
|  | |
|  | Meiolania platyceps |
|  | |

|  | Warkalania carinaminor     |
|  |                            |
|  | Gaffneylania auricularis ? |
|  |                            |
|  | Meiolania platyceps        |
|  |                            |

|  | Otwayemys cunicularius |
|  |                        |
|  | Kallokibotion bajazidi |
|  |                        |

|  | Ninjemys oweni |
|  | |
|  | Gaffneylania auricularis ?                                                                                                  |
|  | |
|  | \| \| Warkalania carinaminor \| \| \| \| \| \| Gaffneylania auricularis ? \| \| \| \| \| \| Meiolania platyceps \| \| \| \| |
|  | |
|  | Warkalania carinaminor |
|  | |
|  | Gaffneylania auricularis ?                                                                                                  |
|  | |
|  | Meiolania platyceps |
|  | |

|  | Warkalania carinaminor     |
|  |                            |
|  | Gaffneylania auricularis ? |
|  |                            |
|  | Meiolania platyceps        |
|  |                            |

|  | Ninjemys oweni |
|  | |
|  | Gaffneylania auricularis ?                                                                                                  |
|  | |
|  | \| \| Warkalania carinaminor \| \| \| \| \| \| Gaffneylania auricularis ? \| \| \| \| \| \| Meiolania platyceps \| \| \| \| |
|  | |
|  | Warkalania carinaminor |
|  | |
|  | Gaffneylania auricularis ?                                                                                                  |
|  | |
|  | Meiolania platyceps |
|  | |

|  | Warkalania carinaminor     |
|  |                            |
|  | Gaffneylania auricularis ? |
|  |                            |
|  | Meiolania platyceps        |
|  |                            |

|  | Mongolochelys efremovi |
|  |                        |
|  | Peligrochelys walshae  |
|  |                        |

|  | Otwayemys cunicularius |
|  |                        |
|  | Kallokibotion bajazidi |
|  |                        |

|  | Ninjemys oweni |
|  | |
|  | Gaffneylania auricularis ?                                                                                                  |
|  | |
|  | \| \| Warkalania carinaminor \| \| \| \| \| \| Gaffneylania auricularis ? \| \| \| \| \| \| Meiolania platyceps \| \| \| \| |
|  | |
|  | Warkalania carinaminor |
|  | |
|  | Gaffneylania auricularis ?                                                                                                  |
|  | |
|  | Meiolania platyceps |
|  | |

|  | Warkalania carinaminor     |
|  |                            |
|  | Gaffneylania auricularis ? |
|  |                            |
|  | Meiolania platyceps        |
|  |                            |

|  | Ninjemys oweni |
|  | |
|  | Gaffneylania auricularis ?                                                                                                  |
|  | |
|  | \| \| Warkalania carinaminor \| \| \| \| \| \| Gaffneylania auricularis ? \| \| \| \| \| \| Meiolania platyceps \| \| \| \| |
|  | |
|  | Warkalania carinaminor |
|  | |
|  | Gaffneylania auricularis ?                                                                                                  |
|  | |
|  | Meiolania platyceps |
|  | |

|  | Warkalania carinaminor     |
|  |                            |
|  | Gaffneylania auricularis ? |
|  |                            |
|  | Meiolania platyceps        |
|  |                            |

|  | Otwayemys cunicularius |
|  |                        |
|  | Kallokibotion bajazidi |
|  |                        |

|  | Ninjemys oweni |
|  | |
|  | Gaffneylania auricularis ?                                                                                                  |
|  | |
|  | \| \| Warkalania carinaminor \| \| \| \| \| \| Gaffneylania auricularis ? \| \| \| \| \| \| Meiolania platyceps \| \| \| \| |
|  | |
|  | Warkalania carinaminor |
|  | |
|  | Gaffneylania auricularis ?                                                                                                  |
|  | |
|  | Meiolania platyceps |
|  | |

|  | Warkalania carinaminor     |
|  |                            |
|  | Gaffneylania auricularis ? |
|  |                            |
|  | Meiolania platyceps        |
|  |                            |

|  | Ninjemys oweni |
|  | |
|  | Gaffneylania auricularis ?                                                                                                  |
|  | |
|  | \| \| Warkalania carinaminor \| \| \| \| \| \| Gaffneylania auricularis ? \| \| \| \| \| \| Meiolania platyceps \| \| \| \| |
|  | |
|  | Warkalania carinaminor |
|  | |
|  | Gaffneylania auricularis ?                                                                                                  |
|  | |
|  | Meiolania platyceps |
|  | |

|  | Warkalania carinaminor     |
|  |                            |
|  | Gaffneylania auricularis ? |
|  |                            |
|  | Meiolania platyceps        |
|  |                            |

|  | Mongolochelys efremovi |
|  |                        |
|  | Peligrochelys walshae  |
|  |                        |

|  | Otwayemys cunicularius |
|  |                        |
|  | Kallokibotion bajazidi |
|  |                        |

|  | Ninjemys oweni |
|  | |
|  | Gaffneylania auricularis ?                                                                                                  |
|  | |
|  | \| \| Warkalania carinaminor \| \| \| \| \| \| Gaffneylania auricularis ? \| \| \| \| \| \| Meiolania platyceps \| \| \| \| |
|  | |
|  | Warkalania carinaminor |
|  | |
|  | Gaffneylania auricularis ?                                                                                                  |
|  | |
|  | Meiolania platyceps |
|  | |

|  | Warkalania carinaminor     |
|  |                            |
|  | Gaffneylania auricularis ? |
|  |                            |
|  | Meiolania platyceps        |
|  |                            |

|  | Ninjemys oweni |
|  | |
|  | Gaffneylania auricularis ?                                                                                                  |
|  | |
|  | \| \| Warkalania carinaminor \| \| \| \| \| \| Gaffneylania auricularis ? \| \| \| \| \| \| Meiolania platyceps \| \| \| \| |
|  | |
|  | Warkalania carinaminor |
|  | |
|  | Gaffneylania auricularis ?                                                                                                  |
|  | |
|  | Meiolania platyceps |
|  | |

|  | Warkalania carinaminor     |
|  |                            |
|  | Gaffneylania auricularis ? |
|  |                            |
|  | Meiolania platyceps        |
|  |                            |

|  | Otwayemys cunicularius |
|  |                        |
|  | Kallokibotion bajazidi |
|  |                        |

|  | Ninjemys oweni |
|  | |
|  | Gaffneylania auricularis ?                                                                                                  |
|  | |
|  | \| \| Warkalania carinaminor \| \| \| \| \| \| Gaffneylania auricularis ? \| \| \| \| \| \| Meiolania platyceps \| \| \| \| |
|  | |
|  | Warkalania carinaminor |
|  | |
|  | Gaffneylania auricularis ?                                                                                                  |
|  | |
|  | Meiolania platyceps |
|  | |

|  | Warkalania carinaminor     |
|  |                            |
|  | Gaffneylania auricularis ? |
|  |                            |
|  | Meiolania platyceps        |
|  |                            |

|  | Ninjemys oweni |
|  | |
|  | Gaffneylania auricularis ?                                                                                                  |
|  | |
|  | \| \| Warkalania carinaminor \| \| \| \| \| \| Gaffneylania auricularis ? \| \| \| \| \| \| Meiolania platyceps \| \| \| \| |
|  | |
|  | Warkalania carinaminor |
|  | |
|  | Gaffneylania auricularis ?                                                                                                  |
|  | |
|  | Meiolania platyceps |
|  | |

|  | Warkalania carinaminor     |
|  |                            |
|  | Gaffneylania auricularis ? |
|  |                            |
|  | Meiolania platyceps        |
|  |                            |

## Paleobiogeografía
Mientras que la distribución geográfica de los primeros meiolánidos y de la especie continental Meiolania brevicollis son fácilmente explicados mediante el rompimiento del antiguo continente de Gondwana, otros medios de dispersión deben haber sido necesarios para explicar los varios restos que se han encontrado de Meiolania en islas más allá de la costa.
Una hipótesis comúnmente citada, aunque controversial para la dispersión de Meiolania es que atravesó directamente el mar, lo cual podría igualmente incluir el arrastre por corrientes, flotar, caminar por el fondo y vadear hasta la natación activa. Mientras que algunos autores simplemente han sugerido que Meiolania era un animal terrestre capaz de nadar, otros han sugerido un estilo de vida acuático en general. Mittermeier fue tan lejos como sugerir incluso que los meiolánidos tuvieron ancestros marinos, una hipótesis que no ha sido favorecida por los análisis filogenéticos modernos.

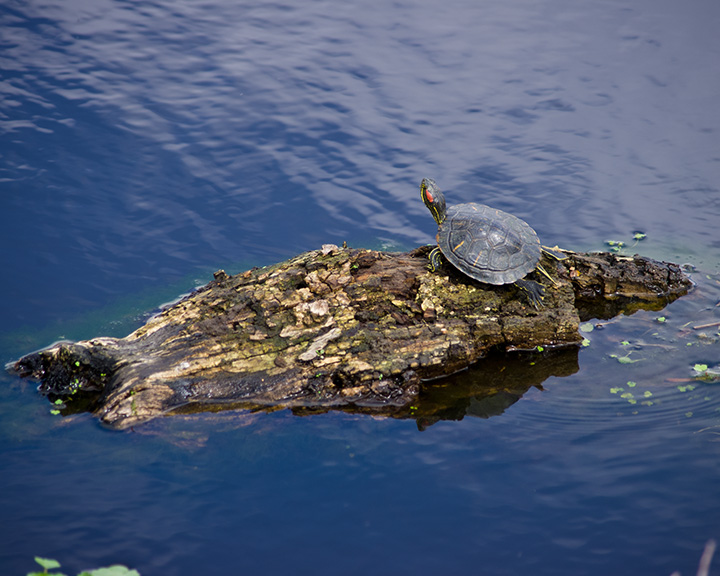
Una hipótesis sugiere que Meiolania pudo haber usado balsas naturales para llegar a islas distantes

Brown y Moll (2019) consideraron que el viaje activo por agua salada improbable o directamente imposible. De acuerdo con ellos el tamaño de la cabeza, los grandes cuernos, huesos fusionados, la fuerte osificación y la inhabilidad de retraer la cabeza, combinados con que la flexibilidad del cuello del animal estaba principalmente adaptada para movimientos de arriba abajo mientras comía, le hubieran causado dificultades para mantener la cabeza por sobre el agua al nadar o flotar. Sus extremidades son proporcionalmente cortas y parecidas a las de las tortugas terrestres, diferenciándose claramente de las aletas de las tortugas marinas y las extremidades de otras tortugas acuáticas, haciéndolas ineficientes para el nado activo. Añadido a esto está la posibilidad de que estuvieran cubiertos de osteodermos o escudos óseos, con base en los meiolánidos basales de América del Sur. La forma del caparazón es otro factor en contra del nado activo. Si bien White menciona el caparazón con alta flotabilidad de las tortugas modernas, el de Meiolania tiene una forma tal que atrapa mucho menos aire y no proporciona la misma sustentación que se observa en las especies modernas. Por otro lado, la cola altamente acorazada pudo haber servido más como un ancla, restando aún más la movilidad en el agua. Todo esto en conjunto probablemente hubiera llevado a que el animal se ahogara al encontrarse en el mar abierto, especialmente con factores adicionales de exposición y las corrientes en contra. Esta conclusión es corroborada por el trabajo de Lichtig y Lucas, quienes consideran a Meiolania como de flotabilidad negativa (aunque su trabajo por lo demás ha sido criticado por Brown y Moll).

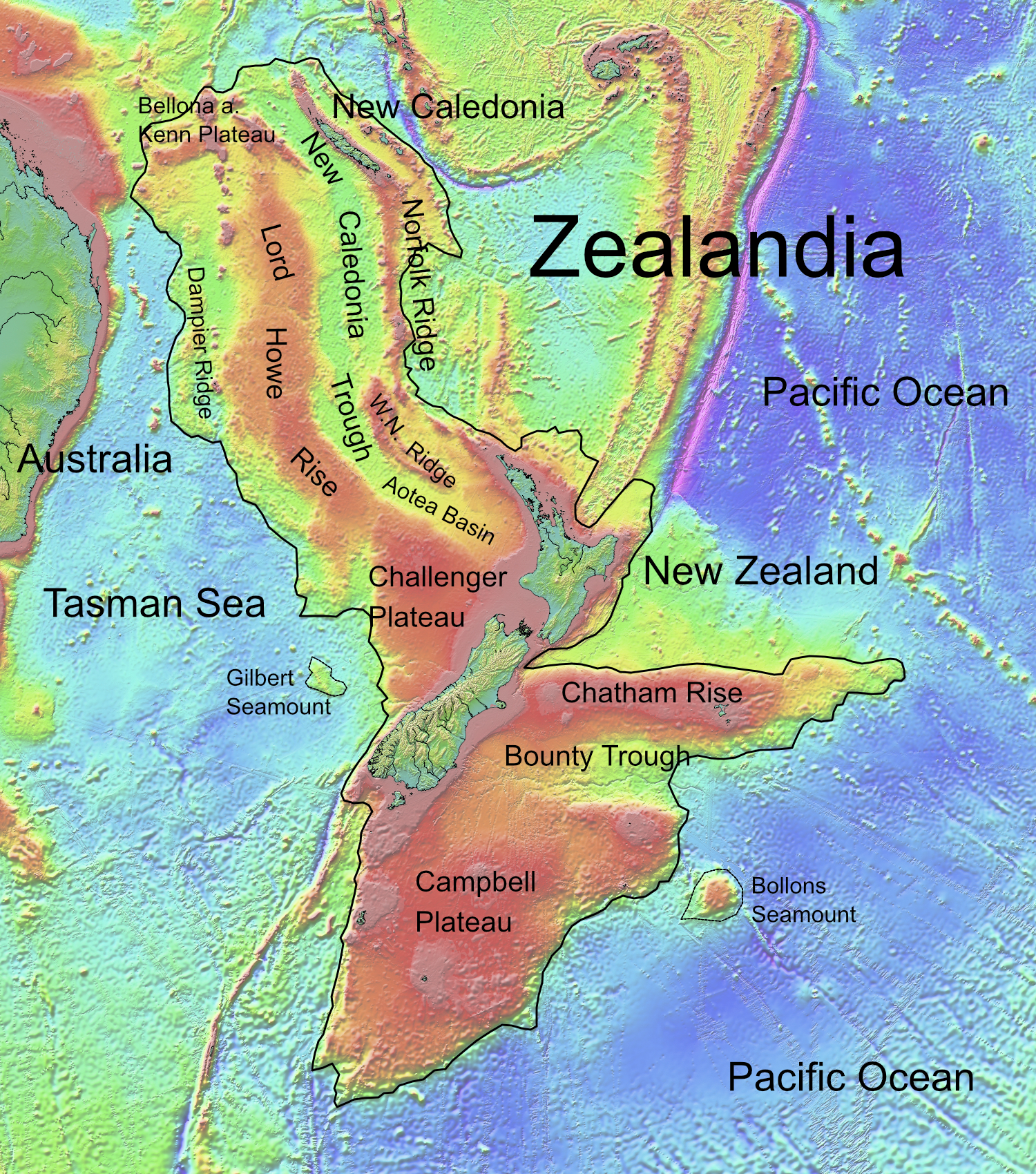
El continente sumergido de Zealandia podría explicar la distribución de Meiolania

Aunque puede que no hubiera usado el ando activo para colonizar nuevas islas, otra posibilidad es la dispersión usando balsas naturales. Esta forma de dispersarse podría permitirle llegar en parches aislados de tierra a través de plataformas naturales, tales como troncos de árboles o masas de detritos. Estos fue considerado como más probable por Brown y Moll, aunque tiene sus propios problemas. Los adultos habrían necesitado balsas muy grandes mientras que los juveniles se habrían enfrentado a la fuerte depredación al llegar a su destino, a la vez que necesitarían más tiempo para alcanzar la madurez sexual. Aún así, estas balsas son una hipótesis válida así como ya documentada en las tortugas terrestres modernas. El uso de estas balsas ha sido usado para explicar la existencia de las tortugas terrestres gigantes en cadenas de islas aisladas dentro del océano Índico, con casos de tortugas gigantes de Aldabra que se hallaron flotando en el océano abierto. En 2004, una hembra de tortuga gigante de Aldabra llegó a la playa de Kimbiji en Tanzania, tras haber recorrido 740 km desde su hogar en Grande Terre. Sin embargo, la tortuga fue hallada em estado raquítico y cubierta por percebes. Otro ejemplo de tortugas gigantes navegantes se registró en 1936, cuando se halló a dos tortugas de las Galápagos adultas a la deriva a 32 km lejos de la costa de Florida, siendo probable que fueran arrastradas desde una colonia en cautiverio por un huracán. Al mismo tiempo, el cuello retraíble, el centro de gravedad y la mayor flotabilidad pueden ser factores por los cuales las tortugas terrestres modernas están mejor equipadas para sobrevivir a estas travesías que los meiolánidos.
Otra hipótesis sugerida por Bauer y Vindum (1990), quienes sugirieron que Meiolania pudo haber llegado a Nueva Caledonia no a través de dispersión natural sino debido a que fueron introducidos allí por los humanos. Aunque hay ejemplos conocidos de tortugas modernas gigantes siendo transportadas en embarcaciones como fuentes de comida, esta hipótesis es sin embargo considerada particularmente improbable por Brown y Moll. Ellos señalaron que hay varios problemas con la idea que hacen que la introducción por seres humanos sea un escenario impráctico y poco posible. El transporte de un Meiolania adulto habría tenido varias dificultades, relacionadas en particular con su tamaño y el hecho de que estuvieran acorazados y posiblemente fueran muy defensivos. Incluso si los humanos hubieran sido capaces de dominar y transportar a adultos grandes por grandes distancias, tendrían que haberlos introducido en grandes números a fin de sostener la población debido al lento ciclo reproductivo de las tortugas. Finalmente, hay estudios que han mostrado que las tortugas terrestres adultas introducidas a nuevas áreas tienden a dispersarse pronto si no están confinadas, algo inconveniente si se supone que la tortuga servirá como fuente de alimentos. La introducción de juveniles sería logísticamente más sencilla debido a su menor tamaño y a que sería más probable que permanezcan en el área en que fueron liberados. Sin embargo, aún así serían una pobre fuente de carne debido al largo tiempo que toman las tortugas para crecer y reproducirse, causando de nuevo problemas para establecer una población estable. Brown y Moll además señalan que no hay evidencia de que el pueblo lapita capturara o incluso domesticara a Meiolania.
La hipótesis final para el descubrimiento de meiolánidos en islas remotas depende más de los eventos geológicos y el movimiento de masas terrestres más que del viaje transoceánico. Una explanación podría ser lo que se ha llamado el modelo de "rayuela escalonada". De acuerdo con este modelo, una cadena de islas puede someterse a un proceso en que vería emerger tierra en una mientras que otra queda sumergida. Esto podría suceder en una sucesión continua y por tanto permitir a un animal, en este caso Meiolania, ya sea recorrer directamente las islas que se conectan o nadar por cuerpos de agua estrechos. Esto significa que incluso si una isla en particular había apenas emergido recientemente, la fauna de la misma pudo haber llegado desde una isla cercana que ya no se encuentra por sobre el nivel del mar. Este escenario puede ser aplicado a Meiolania platyceps en la isla de Lord Howe por ejemplo, ya que la isla es simplemente la última de una serie de islas volcánicas formadas por la elevación de Lord Howe. Entre tanto, Brown y Moll apoyan la hipótesis de que Zealandia pudo haber jugado un importante rol en la dispersión de Meiolania. De acuerdo con ellos, muchas de las islas de las que Meiolania era nativo eran de hecho partes de la ahora mayormente sumergida Zealandia y podría indicar que estas tortugas estaban más extendidas en el pasado, solo para quedar "varadas" en islas remotas después de que el continente se inundara.

## Paleobiología

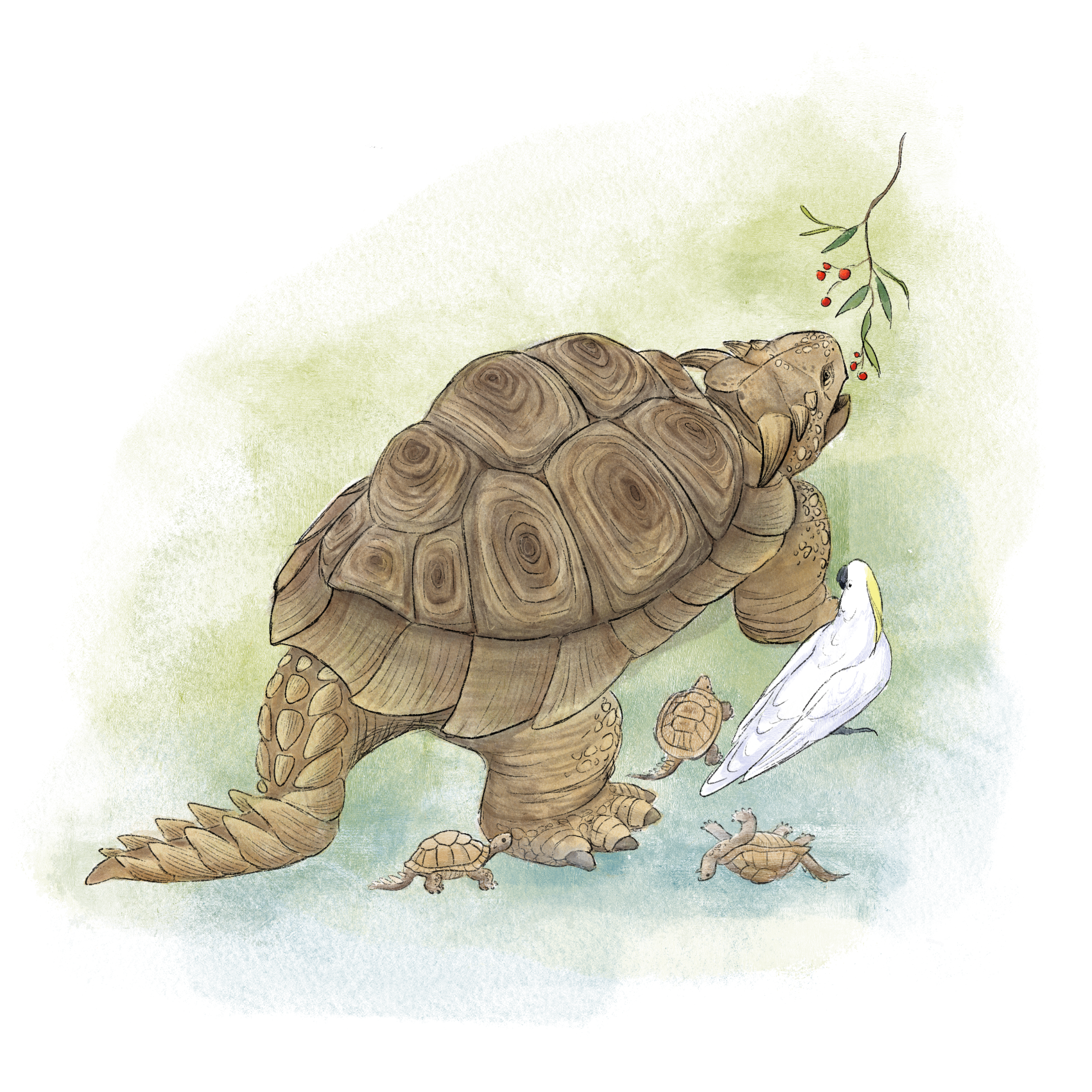
Recreación artística de M. brevicollis

### Modo de vida
La idea de que Meiolania era un animal marino ha sido sugerida en múltiples ocasiones desde su descubrimiento inicial. Por ejemplo, Allan Riverstone McCulloch creía que los fósiles de la isla Lord Howe se preservaron cuando las tortugas llegaba a desovar en las playas, y morían durante el proceso. Entre tanto Anderson, quien describió una serie de elementos de las extremidades de lo que él consideraba eran dos especies diferentes, comparaba a  Meiolania con las tortugas de río y de pantanos, señalando que sus extremidades no eran tan especializadas como las de las verdaderas tortugas marinas. Él propuso que Meiolania era más bien semiacuática, habitando las costas y estuarios pero sería capaz de viajar por el océano para dispersarse en otras islas.
Entre las publicaciones posteriores que sugieren un estilo de vida más acuático se encuentra la de Lichtig y Lucas (2018). Su análisis se enfocó principalmente en las proporciones de las dimensiones del caparazón y la anatomía de las extremidades en comparación con las especies de tortugas modernas, llevándolos a proponer que Meiolania era un caminante del fondo de los cuerpos de agua, el cual plantearon como semejante a los miembros modernos de la familia Chelydridae, las tortugas mordedoras. Sin embargo, esta hipótesis fue rechazada por Brown y Moll al siguiente año. Aparte de la naturaleza cuestionable de su enfoque basado en proporciones, los autores señalaron que Lichtig y Lucas basaron su conclusión en un único espécimen juvenil el cual era una reconstrucción compuesta, por lo que representa una muestra demasiado pobre sino que además no refleja las verdaderas proporciones del ejemplar, y mucho menos las de un adulto. Además otro problema señalado por Brown y Moll es que la naturaleza acuática del animal propuesta por el estudio de Lichtig y Lucas solo es resultado de uno de los dos cálculos ofrecidos por ellos.
Muchos otros autores, tanto históricos así como contemporáneos, apoyan la idea de que Meiolania era terrestre. Un estudio con fuertes implicaciones para esta hipótesis fue publicado por Paulina-Carabajal et al. en 2017. En este estudio, se escanearon y analizaron moldes internos de los meiolánidos Meiolania, Gaffneylania y Niolamia, enfocándose particularmente en la cavidad nasal y el oído interno. Una característica notoria en este aspecto es el alargado vestíbulo de la nariz. Esto se comparó con dos grupos de animales, de un lado algunas especies de tortugas con narices parecidas a esnórqueles (las tortugas de caparazón blando, mata matas y la tortuga de nariz de cerdo) y por otro lado lagartos que viven en condiciones secas y áridas. En el caso de este último grupo, el vestíbulo alargado ayuda a mantener la arena fuera de la nariz del animal, lo cual es particularmente útil en desiertos u otros ambientes arenosos. Esto encaja con el hecho de que algunos investigadores han sugerido que Meiolania platyceps era un animal que residía en las playas, pasando al menos parte de su vida en áreas con arena, incluso si solo era para depositar sus huevos. El propio tamaño de la cavidad nasal (cavum nasi proprium) es también indicativo de un estilo de vida terrestre. Generalmente, las tortugas acuáticas poseen las cavidades nasales más pequeñas entre los testudinos modernos, mientras que el de las tortugas terrestres son notablemente más grandes y permiten un mejor sentido del olfato. Entre tanto, la cavidad nasal de meiolánidos es incluso mayor. Una relación similar puede ser vista en la anatomía del oído interno, especialmente el amplio ángulo entre los canales semicirculares anterior y posterior. Este ángulo solo mide entre 80° a 95° en las tortugas acuáticas, 100° en tortugas terrestres y de 115° en los meiolánidos. La anatomía del oído interno de las tortugas terrestres y de los meiolánidos se asocia generalmente con la estabilización de la cabeza al caminar, mientras que en las tortugas acuáticas está constituida para lidiar con el efecto de la ondulación al nadar. Varios aspectos de su morfología general también son más comparables con las tortugas terrestres que las acuáticas, como la robustez de las extremidades, la cabeza redondeada del fémur y la forma de la cintura escapular.

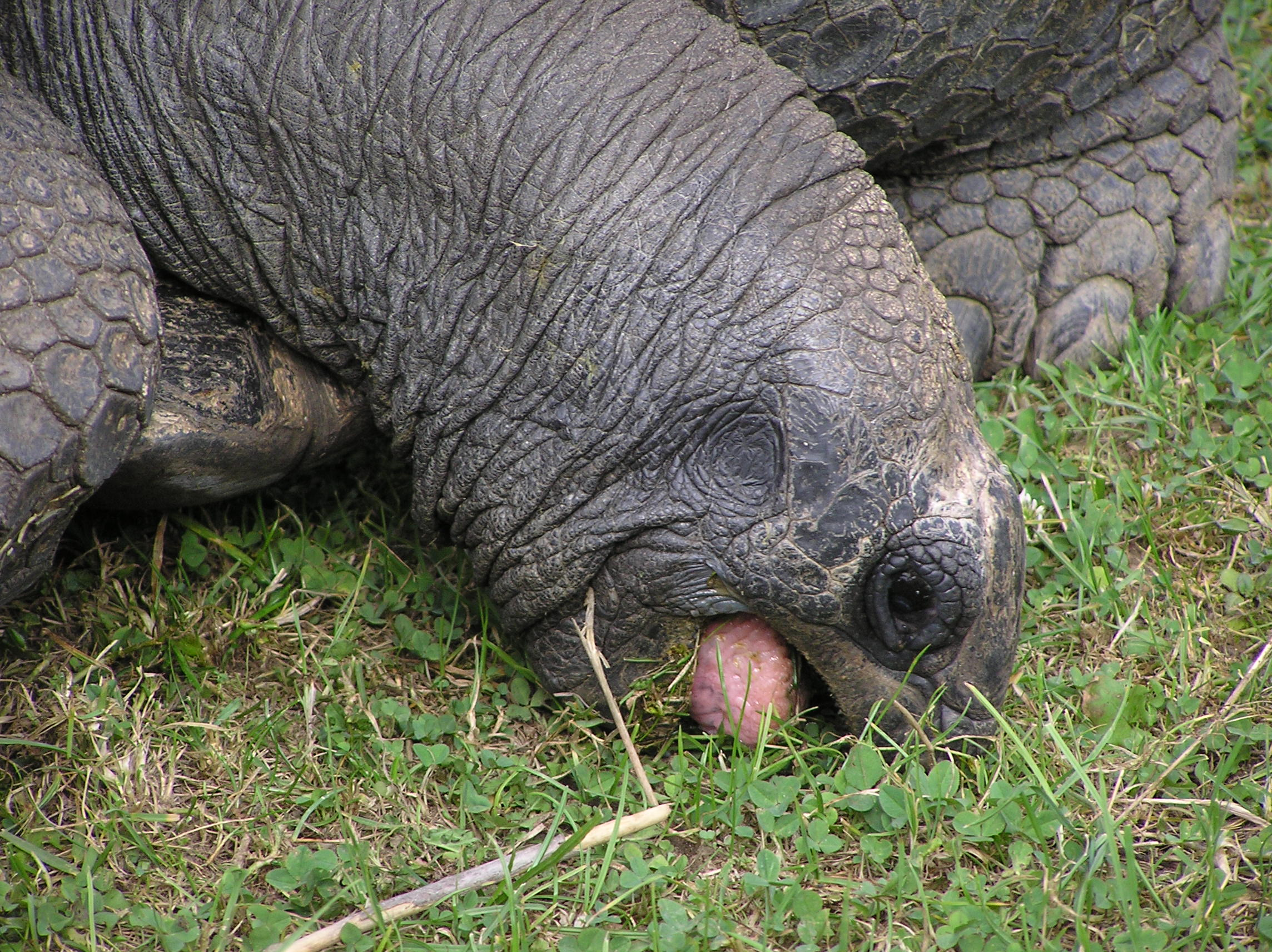
Los estudios del cuello sugieren que Meiolania era un pastador, alimentándose de hierbas a ras del suelo y frutas caídas

### Dieta
Se han usado múltiples aspectos de la anatomía de Meiolania para inferir su dieta. La flexibilidad del cuello se enfocaba principalmente en movimientos de lado a lado y estaba restringido por las proyecciones del caparazón así como el peso de sus cuernos, por lo que se piensa que esto indica que Meiolania era un pastador terrestre. Es probable que se alimentara de una gran variedad de material incluyendo a varias hierbas, helechos y quizás incluso los frutos caídos de palmeras. Aunque esta pudo haber sido su forma preferida de alimentarse, no es completamente imposible que Meiolania pudiera haber ramoneado ocasionalmente en la vegetación de ramas bajas. El clima templado de la isla de Lord Howe le hubiera provisto a la tortuga una fuente continua de comida y es posible que Meiolania periódicamente vagara a través de la isla en búsqueda de comida, apareciendo estacionalmente en ciertas regiones. La búsqueda de alimentos se hubiera beneficiado del sentido del olfato mejorado propuesto por Paulina-Carabajal y colaboradores. Si bien es posible que ?Meiolania damelipi no fuera un meiolánido, los análisis isotópicos se alinean con los de la ecología de Meiolania platyceps, sugiriendo una dieta de herbívora a omnívora.

### Reproducción
Aunque no se sabe nada concreto sobre el comportamiento reproductivo de Meiolania, una hipótesis muy extendida es que el cráneo altamente ornamentado, las extremidades acorazadas y la maza caudal pudieron haber servido durante los combates intraespecíficos entre los machos en la temporada de apareamiento. El combate puede haber sido instigado mediante señales químicas producidas por una de las muchas glándulas odoríferas que se encuentran en las tortugas actuales (glándulas de almizcle, secreciones cloacales y glándulas del mentón). Si bien dichas glándulas no se preservan en los fósiles, la cavidad nasal agrandada y el sentido del olfato intensificado que se infiere para Meiolania apoyan esta interpretación. Las tortugas modernas combaten con los rivales principalmente a través de maniobras realizadas con el caparazón, incluyendo golpes, embestidas, contorsiones y otros. El combate entre los ejemplares de Meiolania pudo además haber involucrado el uso de sus extremidades acorazadas, las colas con espinas cubiertas por anillos óseos y los grandes cuernos situados en la parte superior de la cabeza del animal. Esto podría también explicar la gran movilidad de lado a lado que ha sido inferida para el cuello de Meiolania.

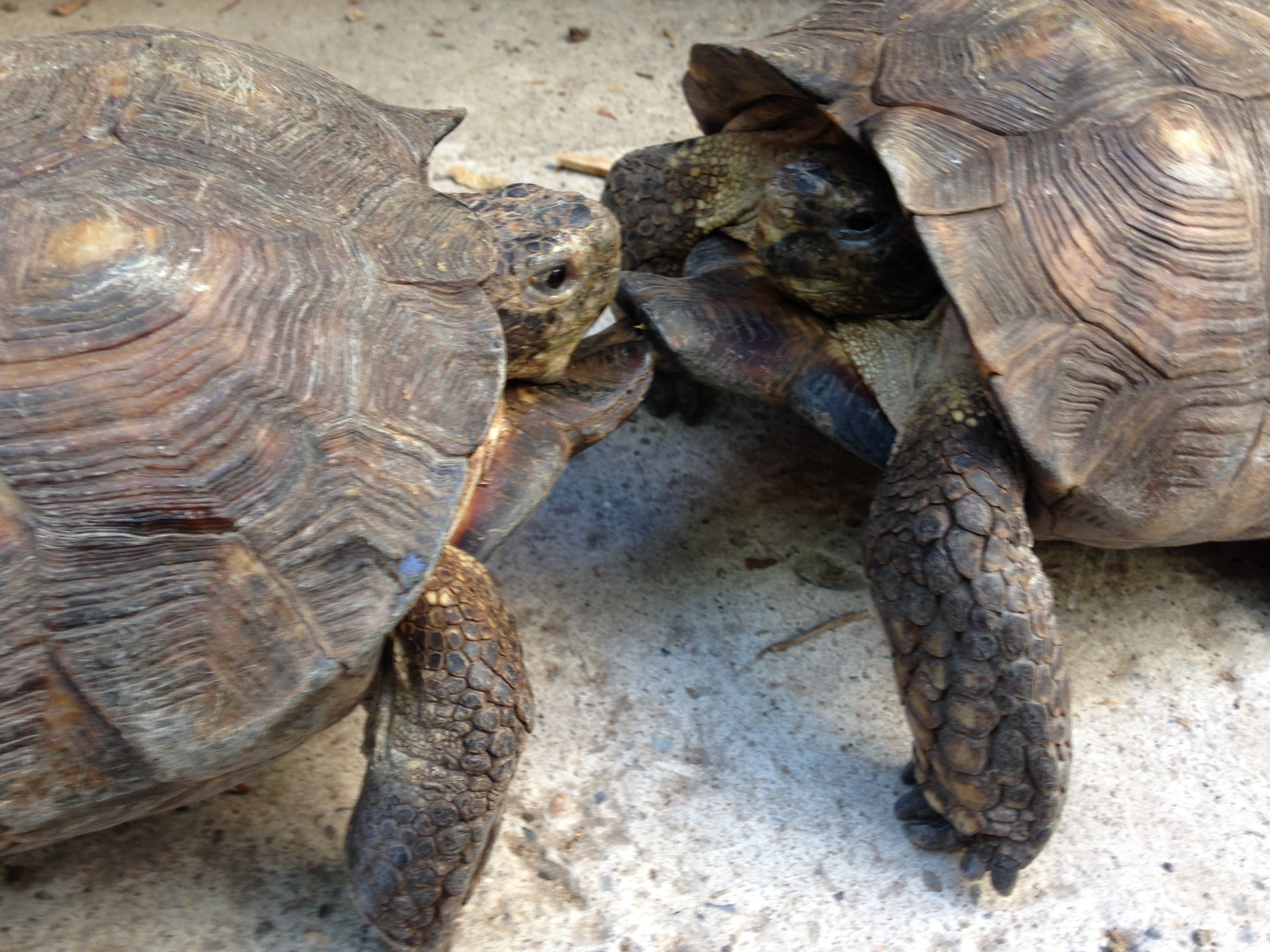
Las espinas que tenían los cuerpos de Meiolania se pudieron haber usado en los combates entre individuos.

Se piensa que Meiolania platyceps al menos ocasionalmente atravesaba las playas de la isla de Lord Howe, cuando menos para depositar sus huevos. Esto es evidente por el descubrimiento de puestas de huevos en la isla de Lord Howe, los cuales se han clasificado en el oogénero Testudoolithus lordhowensis. Estos huevos han sido asignados a Meiolania a falta de otras tortugas en la isla, así como la cercana asociación entre estos huevos y los fósiles de Meiolania en algunos yacimientos. Aún más, los huevos son rígidos y difieren claramente de los huevos más flexibles que son producidos por las tortugas marinas. Con base en estos huevos, se concluye que Meiolania depositaba grandes huevos esféricos que medían 53.9 milímetros de diámetro, y probablemente pesaban 85.91 gramos y eran levemente más altos que anchos (1.2:1). Esto convierte a estos huevos en los más grandes de una tortuga conocida por fósiles y solo levemente menores que los huevos depositados por las actuales tortugas de las Galápagos y de Aldabra. El estudio de la conductividad gaseosa de las cáscaras de huevo fosilizadas permitió la comparación con las tortugas modernas a fin de determinar su posible estrategia de anidación. Los análisis mostraron que los huevos eran altamente conductivos, careciendo de adaptaciones contra la evaporación de agua como se observa en los huevos de aves, y eran por tanto probablemente depositados en un nido hueco en un ambiente con alta humedad, como por ejemplo una playa arenosa. Esto confirmaría que la playa era posiblemente el área que buscaban intencionalmente estos animales para anidar. La nidada que sirve como el holotipo de T. lordhowensis consiste en un mínimo de 10 huevos, depositados a lo largo de dos capas dentro de un único nido.

## Extinción
Debido al gran rango geográfico de Meiolania, el cual cubría muchos ecosistemas completamente independientes entre sí, se piensa que la extinción de este género debió haber sido un proceso multifacético causado por varios factores no directamente ligados uno con el otro.
En la isla de Lord Howe, los crecientes niveles del mar que siguieron al final de la última edad glacial disminuyeron en gran medida el área terrestre de la isla, lo que pudo haber llevado a la desaparición de las tortugas locales. Esto no toma en cuenta a las extinciones en otras islas que retuvieron un área de tierra emergida mucho más significativa. No es claro por cuanto tiempo sobrevivió Meiolania a lo largo de su zona de distribución y si llegaron a tener contacto con los seres humanos.

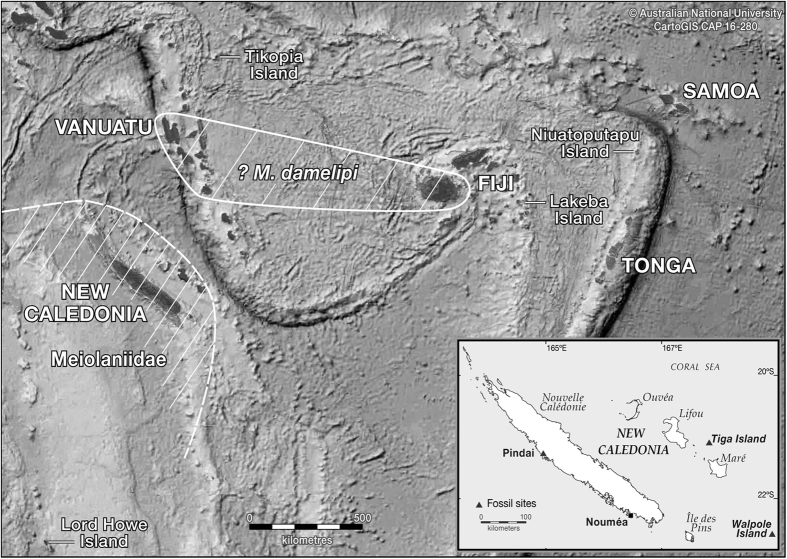
Distribución potencial de las tortugas meiolánidas en el Pacífico Sur

Aún así, hay posibles excepciones a esto. Entre los registros más recientes de Meiolania puede estar el de ?M. damelipi de Vanuatu (asumiendo que los restos sean realmente los de un meiolánido). Estos restos fueron hallados inicialmente hallados en capas arqueológicas por encima de un cementerio humano, con los restos que datan de aproximadamente del año 2,800 antes del presente. Los estudios posteriores identificaron sitios similares a lo largo de Vanuatu y Fiyi, extendiendo grandemente el área a  través de la cual los humanos y las tortugas megafaunísticas habrían tenido contacto. White y colaboradores proponen que las tortugas del sitio en Vanuatu pueden haber sido procesadas por su carne con base en el hecho de que solo los huesos de extremidades están presentes en abundancia, es decir, justamente las partes de las tortugas que habrían sido más carnosas que los cráneos y colas, que a su vez son los elementos más diagnósticos. Los huesos encontrados en el sitio muestran claros signos de haber sido cortados y consumidos, con marcas dejadas por herramientas de corte, quemaduras y fracturas además de que todos los huesos se hallaron en asociación con asentamientos humanos. Aunque la caza de tortugas por el pueblo lapita puede haber sido un factor que contribuyó a su extinción, la hipótesis de la caza excesiva sigue siendo una idea controvertida entre los investigadores. Quizás un factor más importante pudo haber sido la introducción de especies invasoras al frágil ecosistema de la isla, específicamente cerdos, los cuales se habrían alimentado de los huevos y las tortugas juveniles. Cualquiera que haya sido la combinación exacta de factores, parece que ?Meiolania damelipi desapareció de la isla solo 300 años después de que los primeros humanos se asentaran allí. Un patrón similar puede ser observado respecto a la extinción de los cocodrilos y aves isleños a lo largo del Pacífico oeste.
Otro ejemplo, incluso más reciente de un meiolánido que habría sobrevivido en la época humana proviene de Nueva Caledonia. Los restos de la caverna Pindai han sido datados en 1720 ± 70 años antes del presente (años 160–300 después de Cristo) a través de datación por radiocarbono no calibrada y en 1820–1419 antes del presente (años 130–531 después de Cristo) calibrado esta vez con datación con carbono 14. Aunque no es claro si estos restos pertenecen o no propiamente a Meiolania como ocurre con los de la cercana isla de Walpole, al menos se ha confirmado que realmente pertenecen a un meiolánido, a diferencia de la incertidumbre que rodea a ?M. damelipi.